# Roda JC Kerkrade in het seizoen 2012/13
In het seizoen 2012-2013 speelt Roda JC Kerkrade voor het veertigste achtereenvolgende jaar in de Eredivisie, na vorig jaar op een tiende plek geëindigd te zijn. Tevens nemen de Limburgers deel aan het toernooi om de KNVB beker. Na de drieëndertigste speelronde werd duidelijk dat Roda JC Kerkrade veroordeeld werd voor het spelen van de nacompetitie. Na in de tweede ronde De Graafschap verslagen te hebben, werd in de derde ronde Sparta Rotterdam verslagen. Hierdoor speelt Roda JC Kerkrade ook volgend seizoen in de Eredivisie.

## Transfers

### Vertrokken
| No. Roda | Nationaliteit | Naam             | Positie      | Nieuwe club        | Reden van vertrek                 |
| -------- | ------------- | ---------------- | ------------ | ------------------ | --------------------------------- |
| 1        | Polen         | Paweł Kieszek    | Keeper       | FC Porto           | Werd gehuurd                      |
| 5        | Servië        | Jagoš Vuković    | Verdediger   | PSV                | Werd gehuurd                      |
| 6        | Nederland     | Ruud Vormer      | Middenvelder | Feyenoord          | Einde contract                    |
| 28       | België        | Kenneth Staelens | Aanvaller    | Esperanza Neerpelt | Einde contract                    |
| 9        | Denemarken    | Mads Junker      | Aanvaller    | KV Mechelen        | Einde contract                    |
| 23       | Nederland     | Wiljan Pluim     | Aanvaller    | PEC Zwolle         | Wordt voor een jaar verhuurd      |
| 24       | Nederland     | Leon Broekhof    | Verdediger   | SC Cambuur         | Contract ontbonden                |
| 23       | Hongarije     | Tamás Kádár      | Verdediger   | Diósgyőri VTK      | Wordt voor een half jaar verhuurd |

### Aangetrokken
| No. | Nationaliteit | Naam             | Positie      | Vorige club                                      |
| --- | ------------- | ---------------- | ------------ | ------------------------------------------------ |
| 1   | Polen         | Filip Kurto      | Keeper       | Wisła Kraków                                     |
| 41  | België        | Mateusz Kuzmicki | Verdediger   | Club Brugge                                      |
| 6   | Portugal      | Danilo Pereira   | Middenvelder | Parma FC Wordt voor een jaar gehuurd             |
| 5   | Nederland     | Abel Tamata      | Verdediger   | PSV Wordt voor een jaar gehuurd                  |
| 9   | Hongarije     | Krisztián Németh | Aanvaller    | Olympiakos Piraeus                               |
| 23  | Hongarije     | Tamás Kádár      | Verdediger   | Newcastle United FC                              |
| 19  | Zweden        | Amin Affane      | Aanvaller    | Chelsea FC Wordt voor een jaar gehuurd           |
| 28  | Nederland     | Roly Bonevacia   | Middenvelder | Ajax Wordt voor een half jaar gehuurd            |
| 12  | Nederland     | Frank Demouge    | Aanvaller    | AFC Bournemouth Wordt voor een half jaar gehuurd |

## Technische staf
|                    | Naam       | Functie            |
| ------------------ | ---------- | ------------------ |
| Vlag van Nederland | Ruud Brood | Hoofdtrainer       |
| Vlag van Nederland | Rick Plum  | Assistenst-trainer |
| Vlag van Nederland | John Roox  | Keeperstrainer     |
| Vlag van Nederland | Ger Senden | Team Manager       |

|                    | Naam            | Functie                         |
| ------------------ | --------------- | ------------------------------- |
| Vlag van Nederland | Mark Luijpers   | Conditie- en hersteltrainer     |
| Vlag van Nederland | Norbert Keulen  | Masseur/verzorger               |
| Vlag van Nederland | Hans Wiltenburg | Fysiotherapeut                  |
| Vlag van Nederland | Jeroen Regtop   | Sportfysio- en Manueeltherapeut |

|                    | Naam              | Functie        |
| ------------------ | ----------------- | -------------- |
| Vlag van Nederland | Sander Jongschaap | Clubarts       |
| Vlag van Nederland | Rutger Sanders    | Clubarts       |
| Vlag van Nederland | Bart Curfs        | Fysiotherapeut |

## Selectie
- = Aanvoerder |  = Blessure |  = Geschorst

| Nr.    |                    | Naam                        | Positie      | Leeft. | Seiz.  | Wedstr. | Doelpunten | Gele kaarten | Rode kaarten | Twee keer geel |
| ------ | ------------------ | --------------------------- | ------------ | ------ | ------ | ------- | ---------- | ------------ | ------------ | -------------- |
| 1      | Vlag van Polen     | Filip Kurto                 | Keeper       | 21     | 1e     | 31      | 0          | 3            | 1            | 0              |
| 2      | Vlag van België    | Martijn Monteyne            | Verdediger   | 28     | 2e     | 28      | 0          | 7            | 0            | 0              |
| 3      | Vlag van België    | Bart Biemans                | Verdediger   | 24     | 2e     | 31      | 3          | 5            | 1            | 0              |
| 4      | Vlag van Nederland | Rob Wielaert                | Verdediger   | 34     | 3e     | 19      | 0          | 2            | 0            | 0              |
| 5      | Vlag van Nederland | Abel Tamata                 | Verdediger   | 22     | 1e     | 22      | 0          | 2            | 1            | 0              |
| 6      | Vlag van Portugal  | Danilo Pereira              | Middenvelder | 21     | 1e     | 31      | 1          | 3            | 1            | 0              |
| 8      | Vlag van Nederland | Mark-Jan Fledderus          | Middenvelder | 30     | 2e     | 33      | 4          | 7            | 0            | 0              |
| 9      | Vlag van Hongarije | Krisztián Németh            | Aanvaller    | 24     | 1e     | 21      | 2          | 2            | 0            | 0              |
| 10     | Vlag van België    | Davy De Beule               | Middenvelder | 31     | 2e     | 15      | 0          | 2            | 0            | 0              |
| 11     | Vlag van Marokko   | Adil Ramzi                  | Middenvelder | 35     | 2e     | 13      | 2          | 2            | 0            | 0              |
| 12     | Vlag van Nederland | Frank Demouge               | Aanvaller    | 30     | 1e     | 11      | 6          | 2            | 0            | 0              |
| 14     | Vlag van Nederland | Mitchell Donald             | Middenvelder | 24     | 2e     | 30      | 2          | 6            | 0            | 1              |
| 15     | Vlag van België    | Jimmy Hempte                | Verdediger   | 30     | 3e     | 9       | 0          | 2            | 0            | 0              |
| 16     | Vlag van Syrië     | Sanharib Malki              | Aanvaller    | 28     | 2e     | 32      | 17         | 4            | 1            | 0              |
| 17     | Vlag van Polen     | Mikołaj Lebedyński          | Aanvaller    | 22     | 2e     | 24      | 3          | 0            | 0            | 0              |
| 18     | Vlag van Kameroen  | Arnaud Sutchuin-Djoum-Djoum | Middenvelder | 23     | 5e     | 20      | 1          | 2            | 0            | 0              |
| 19     | Vlag van Zweden    | Amin Affane                 | Aanvaller    | 18     | 1e     | 15      | 1          | 0            | 0            | 0              |
| 20     | Vlag van Nederland | Guus Hupperts               | Aanvaller    | 20     | 4e     | 31      | 4          | 3            | 0            | 0              |
| 21     | Vlag van Polen     | Mateusz Prus                | Keeper       | 22     | 3e     | 4       | 0          | 0            | 0            | 0              |
| 23     | Vlag van Hongarije | Tamás Kádár                 | Verdediger   | 22     | 1e     | 11      | 0          | 2            | 1            | 0              |
| 26     | Vlag van België    | Laurent Delorge             | Middenvelder | 33     | 5e     | 15      | 1          | 0            | 0            | 0              |
| 28     | Vlag van Nederland | Roly Bonevacia              | Middenvelder | 21     | 1e     | 16      | 1          | 1            | 0            | 0              |
| 29     | Vlag van Nederland | Bryan Roox                  | Keeper       | 19     | 2e     | 0       | 0          | 0            | 0            | 0              |
| 35     | Vlag van Nederland | Mitchel Paulissen           | Middenvelder | 19     | 2e     | 2       | 0          | 0            | 0            | 0              |
| Totaal | Totaal             | Totaal                      | Totaal       | Totaal | Totaal | Totaal  | 51         | 57           | 6            | 1              |

## Statistieken

### Eindstand
| pos | club             | gs | w  | g  | v  | pnt | dv  | dt | ds  |
| --- | ---------------- | -- | -- | -- | -- | --- | --- | -- | --- |
| 1.  | Ajax             | 34 | 22 | 10 | 2  | 76  | 83  | 31 | +52 |
| 2.  | PSV              | 34 | 22 | 3  | 9  | 69  | 103 | 43 | +60 |
| 3.  | Feyenoord        | 34 | 21 | 6  | 7  | 69  | 64  | 38 | +26 |
| 4.  | Vitesse          | 34 | 19 | 7  | 8  | 64  | 68  | 42 | +26 |
| 5.  | FC Utrecht       | 34 | 19 | 6  | 9  | 63  | 55  | 41 | +14 |
| 6.  | FC Twente        | 34 | 17 | 11 | 6  | 62  | 60  | 33 | +27 |
| 7.  | FC Groningen     | 34 | 12 | 7  | 15 | 43  | 36  | 53 | −17 |
| 8.  | sc Heerenveen    | 34 | 11 | 9  | 14 | 42  | 50  | 63 | −13 |
| 9.  | ADO Den Haag     | 34 | 9  | 13 | 12 | 40  | 49  | 63 | −14 |
| 10. | AZ               | 34 | 10 | 9  | 15 | 39  | 56  | 54 | +2  |
| 11. | PEC Zwolle       | 34 | 10 | 9  | 15 | 39  | 42  | 55 | −13 |
| 12. | Heracles Almelo  | 34 | 9  | 11 | 14 | 38  | 58  | 71 | −13 |
| 13. | NAC Breda        | 34 | 10 | 8  | 16 | 38  | 40  | 56 | −16 |
| 14. | RKC Waalwijk     | 34 | 9  | 10 | 15 | 37  | 39  | 48 | −9  |
| 15. | N.E.C.           | 34 | 10 | 7  | 17 | 37  | 44  | 66 | −22 |
| 16. | Roda JC Kerkrade | 34 | 7  | 12 | 15 | 33  | 51  | 69 | −18 |
| 17. | VVV-Venlo        | 34 | 6  | 10 | 18 | 28  | 33  | 62 | −29 |
| 18. | Willem II        | 34 | 5  | 8  | 21 | 23  | 33  | 76 | −43 |

### Legenda
| Kleur | Kwalificatie voor                                      |
| ----- | ------------------------------------------------------ |
|       | Champions League, Groepsfase                           |
|       | Champions League, 3e voorronde voor niet-kampioenen    |
|       | Europa League, play-off ronde                          |
|       | Winnaar KNVB beker; Europa League, play-off ronde      |
|       | Europa League, 3e voorronde                            |
|       | Play-offs voor ticket voor Europa League, 2e voorronde |
|       | Play-offs promotie/degradatie                          |
|       | Degradatie naar de Eerste divisie                      |

### Winst/Gelijk/Verlies
| Speelronde | 1 | 2 | 3 | 4 | 5 | 6 | 7 | 8 | 9 | 10 | 11 | 12 | 13 | 14 | 15 | 16 | 17 | 18 | 19 | 20 | 21 | 22 | 23 | 24 | 25 | 26 | 27 | 28 | 29 | 30 | 31 | 32 | 33 | 34 |
| ---------- | - | - | - | - | - | - | - | - | - | -- | -- | -- | -- | -- | -- | -- | -- | -- | -- | -- | -- | -- | -- | -- | -- | -- | -- | -- | -- | -- | -- | -- | -- | -- |
| W/G/V      | G | V | V | W | V | V | V | W | G | G  | G  | V  | V  | V  | V  | G  | G  | W  | W  | G  | G  | G  | G  | V  | W  | V  | V  | G  | V  | G  | V  | W  | V  | W  |

### Positieverloop
| Speelronde | 1  | 2  | 3  | 4  | 5  | 6  | 7  | 8  | 9  | 10 | 11 | 12 | 13 | 14 | 15 | 16 | 17 | 18 | 19 | 20 | 21 | 22 | 23 | 24 | 25 | 26 | 27 | 28 | 29 | 30 | 31 | 32 | 33 | 34 | Eindstand |
| ---------- | -- | -- | -- | -- | -- | -- | -- | -- | -- | -- | -- | -- | -- | -- | -- | -- | -- | -- | -- | -- | -- | -- | -- | -- | -- | -- | -- | -- | -- | -- | -- | -- | -- | -- | --------- |
| Stand      | 12 | 18 | 18 | 11 | 13 | 14 | 16 | 14 | 14 | 14 | 15 | 15 | 16 | 16 | 17 | 17 | 17 | 15 | 15 | 16 | 15 | 15 | 16 | 16 | 16 | 16 | 16 | 16 | 16 | 16 | 16 | 16 | 16 | 16 | 16        |

### Officiële eindstand
| #   | club             | reden                                                                              |
| --- | ---------------- | ---------------------------------------------------------------------------------- |
| 1.  | Ajax             | Stand na 34 wedstrijden, Champions League, groepsfase                              |
| 2.  | PSV              | Stand na 34 wedstrijden, Champions League, 3e voorronde voor niet-kampioenen       |
| 3.  | Feyenoord        | Stand na 34 wedstrijden, Europa League, play-off ronde                             |
| 4.  | Vitesse          | Stand na 34 wedstrijden, Europa League, 3e voorronde                               |
| 5.  | FC Utrecht       | Winnaar play-offs, Europa League, 2e voorronde                                     |
| 6.  | FC Twente        | Verliezer play-off finale                                                          |
| 7.  | FC Groningen     | Verliezer 1e ronde play-offs, na 34 wedstrijden hoger dan sc Heerenveen            |
| 8.  | sc Heerenveen    | Verliezer 1e ronde play-offs, na 34 wedstrijden lager dan FC Groningen             |
| 9.  | ADO Den Haag     | Stand na 34 wedstrijden                                                            |
| 10. | AZ               | Behoudt als bekerwinnaar de stand na 34 wedstrijden, Europa League, play-off ronde |
| 11. | PEC Zwolle       | Stand na 34 wedstrijden                                                            |
| 12. | Heracles Almelo  | Stand na 34 wedstrijden                                                            |
| 13. | NAC Breda        | Stand na 34 wedstrijden                                                            |
| 14. | RKC Waalwijk     | Stand na 34 wedstrijden                                                            |
| 15. | N.E.C.           | Stand na 34 wedstrijden                                                            |
| 16. | Roda JC Kerkrade | Gehandhaafd na play-offs                                                           |
| 17. | VVV-Venlo        | Gedegradeerd naar de Eerste divisie na play-offs                                   |
| 18. | Willem II        | Stand na 34 wedstrijden, degradatie naar de Eerste divisie                         |

## Vriendschappelijk
| 7 juli 2012, 18u00                                             | SVA Bleijerheide | 0-21 (0-10) | Roda JC Kerkrade | Opstelling SVA Bleijerheide | Opstelling Roda JC Kerkrade |
| Stadion: Sportpark Anselderlaan, Eygelshoven Toeschouwers: 675 |                  |             | 5', 37', 40', 45', Sanharib Malki 26' Adil Ramzi 28', 33', 59' Mikołaj Lebedyński 29', 35', 48', 56' Mark-Jan Fledderus 41' 83' Mitchell Donald 49' Rob Wielaert 62' Arnaud Sutchuin-Djoum 65', 66', 90+2' Guus Hupperts 72' Danilo 76' e.d. |                             | Roox, Monteyne, Danilo, Biemans, Fledderus, Sutchuin Djoum, Donald, Ramzi, De Beule (Lebedyński 3'), Hupperts, Malki (Wielaert 46') |
| Stadion: Sportpark Anselderlaan, Eygelshoven Toeschouwers: 675 |                  |             | |                             | Roox, Monteyne, Danilo, Biemans, Fledderus, Sutchuin Djoum, Donald, Ramzi, De Beule (Lebedyński 3'), Hupperts, Malki (Wielaert 46') |
| Stadion: Sportpark Anselderlaan, Eygelshoven Toeschouwers: 675 |                  |             | |                             | Roox, Monteyne, Danilo, Biemans, Fledderus, Sutchuin Djoum, Donald, Ramzi, De Beule (Lebedyński 3'), Hupperts, Malki (Wielaert 46') |
|                                                                |                  |             | |                             | |

| 14 juli 2012, 16u00             | SVF Herringen | 1-5 (1-1) | Roda JC Kerkrade                                                                   | Opstelling SVF Herringen | Opstelling Roda JC Kerkrade |
| Stadion: Kamen                  |               |           | 14' Danilo 54' Sanharib Malki 72' Sanharib Malki 75' Danilo 81' Mikołaj Lebedyński |                          | Kurto, Monteyne, Wielaert, Biemans, Hempte (Sutchuin Djoum 46'), Hupperts, Danilo, Fledderus, Ramzi (Donald 46'), De Beule (Lebedyński 46'), Malki |
| Stadion: Kamen                  |               |           |                                                                                    |                          | Kurto, Monteyne, Wielaert, Biemans, Hempte (Sutchuin Djoum 46'), Hupperts, Danilo, Fledderus, Ramzi (Donald 46'), De Beule (Lebedyński 46'), Malki |
| Stadion: Kamen                  |               |           |                                                                                    |                          | Kurto, Monteyne, Wielaert, Biemans, Hempte (Sutchuin Djoum 46'), Hupperts, Danilo, Fledderus, Ramzi (Donald 46'), De Beule (Lebedyński 46'), Malki |
| Bijz.: Malki mist penalty (65') |               |           |                                                                                    |                          | |

| 21 juli 2012, 18u00                                      | RKSV Bekkerveld | 0-12 (0-6) | Roda JC Kerkrade | Opstelling RKSV Bekkerveld | Opstelling Roda JC Kerkrade |
| Stadion: Sportpark Aarveld, Heerlen Toeschouwers: ±1.250 |                 |            | 11' Sanharib Malki 20' Mark-Jan Fledderus 24' Mark-Jan Fledderus 31' Mitchell Donald 37' Mitchell Donald 38' Sanharib Malki 53' Sanharib Malki 61' Jimmy Hempte 66' Sanharib Malki 77' Danilo 82' Mitchell Donald 90' Guus Hupperts |                            | Prus, Monteyne (Lebedyński 69'), Wielaert, Biemans, Hempte, Sutchuin Djoum, Fledderus (Hupperts 46'), Donald, De Beule (Danilo 46'), Ramzi (Németh 46'), Malki (Kuzmicki 69') |
| Stadion: Sportpark Aarveld, Heerlen Toeschouwers: ±1.250 |                 |            | |                            | Prus, Monteyne (Lebedyński 69'), Wielaert, Biemans, Hempte, Sutchuin Djoum, Fledderus (Hupperts 46'), Donald, De Beule (Danilo 46'), Ramzi (Németh 46'), Malki (Kuzmicki 69') |
| Stadion: Sportpark Aarveld, Heerlen Toeschouwers: ±1.250 |                 |            | |                            | Prus, Monteyne (Lebedyński 69'), Wielaert, Biemans, Hempte, Sutchuin Djoum, Fledderus (Hupperts 46'), Donald, De Beule (Danilo 46'), Ramzi (Németh 46'), Malki (Kuzmicki 69') |
|                                                          |                 |            | |                            | |

| 26 juli 2012, 17u30 Maritiem Toernooi                                          | FC Brussels                          | 0-1 (0-1) 4-3 pen. | Roda JC Kerkrade                         | Opstelling FC Brussels | Opstelling Roda JC Kerkrade |  |
| Stadion: Sportpark De Streepjesberg, Den Helder Scheidsrechter: Jeroen Sanders |                                      |                    | 10' Mitchell Donald                      | Van Den Eynde, Kawaya (Wilson 80'), Nicaise, El Banouhi (Bilgiç 66'), Cabeke, Maksumic, Olivier Bonnes, Tonini, Karagianis (Pottiez 46'), Siani, Nahimana (Aalhoul 63') | Kurto, Monteyne, Biemans (Wielaert 46'), Bjärsmyr, Hempte, Danilo, Sutchuin Djoum (Fledderus 46'), De Beule (Hupperts 67'), Donald, Ramzi (Malki 46'), Németh (Lebedyński 75') |  |
| Stadion: Sportpark De Streepjesberg, Den Helder Scheidsrechter: Jeroen Sanders | Pen.-serie                           |                    |                                          | Van Den Eynde, Kawaya (Wilson 80'), Nicaise, El Banouhi (Bilgiç 66'), Cabeke, Maksumic, Olivier Bonnes, Tonini, Karagianis (Pottiez 46'), Siani, Nahimana (Aalhoul 63') | Kurto, Monteyne, Biemans (Wielaert 46'), Bjärsmyr, Hempte, Danilo, Sutchuin Djoum (Fledderus 46'), De Beule (Hupperts 67'), Donald, Ramzi (Malki 46'), Németh (Lebedyński 75') |  |
| Stadion: Sportpark De Streepjesberg, Den Helder Scheidsrechter: Jeroen Sanders | Cabeke Siani Pottiez Tonini Maksumic |                    | Donald Fledderus Monteyne Wielaert Malki | Van Den Eynde, Kawaya (Wilson 80'), Nicaise, El Banouhi (Bilgiç 66'), Cabeke, Maksumic, Olivier Bonnes, Tonini, Karagianis (Pottiez 46'), Siani, Nahimana (Aalhoul 63') | Kurto, Monteyne, Biemans (Wielaert 46'), Bjärsmyr, Hempte, Danilo, Sutchuin Djoum (Fledderus 46'), De Beule (Hupperts 67'), Donald, Ramzi (Malki 46'), Németh (Lebedyński 75') |  |
|                                                                                |                                      |                    |                                          | | |  |

| 28 juli 2012, 17u00 Maritiem Toernooi                                         | Jong Ajax                                   | 1-3 (0-3) 2-4 pen. | Roda JC Kerkrade                                         | Opstelling Jong Ajax | Opstelling Roda JC Kerkrade |
| Stadion: Sportpark De Streepjesberg, Den Helder Scheidsrechter: Roelof Luinge | Danzell Gravenberch 66'                     |                    | 9' Sanharib Malki 15' Mitchell Donald 21' Sanharib Malki |                      | Prus, Monteyne, Wielaert, Bjärsmyr (Biemans 46'), Hempte (Tamata 62'), Danilo (Sutchuin Djoum 46'), Fledderus, Hupperts (De Beule 46'), Donald (Ramzi 62'), Németh (Lebedyński 62'), Malki |
| Stadion: Sportpark De Streepjesberg, Den Helder Scheidsrechter: Roelof Luinge | Pen.-serie                                  |                    |                                                          |                      | Prus, Monteyne, Wielaert, Bjärsmyr (Biemans 46'), Hempte (Tamata 62'), Danilo (Sutchuin Djoum 46'), Fledderus, Hupperts (De Beule 46'), Donald (Ramzi 62'), Németh (Lebedyński 62'), Malki |
| Stadion: Sportpark De Streepjesberg, Den Helder Scheidsrechter: Roelof Luinge | Bonevacia Sporkslede Gravenberch Nieuwpoort |                    | De Beule Tamata Monteyne Biemans Fledderus               |                      | Prus, Monteyne, Wielaert, Bjärsmyr (Biemans 46'), Hempte (Tamata 62'), Danilo (Sutchuin Djoum 46'), Fledderus, Hupperts (De Beule 46'), Donald (Ramzi 62'), Németh (Lebedyński 62'), Malki |
|                                                                               |                                             |                    |                                                          |                      | |

| 31 juli 2012, 19u00                                       | Helmond Sport | 0-0 (0-0) | Roda JC Kerkrade | Opstelling Helmond Sport | Opstelling Roda JC Kerkrade |  |
| Stadion: Sportpark Kranenmortel, Deurne Toeschouwers: 750 |               |           |                  | van der Steen, Kazlauskas, de Regt, ter Horst, Justiana, Bergholtz (Verberne 79'), Sequeira, Ribeiro (Mossaoui 46'), Brouwers, Carlos David (Grabovac 79'), Güvenç | Kurto, Monteyne, Wielaert, Biemans (Tamata 46'), Hempte, Danilo, Fledderus, Hupperts, Donald (Ramzi 80'), De Beule (Sutchuin Djoum 46'), Malki (Lebedyński 80') |  |
| Stadion: Sportpark Kranenmortel, Deurne Toeschouwers: 750 |               |           |                  | van der Steen, Kazlauskas, de Regt, ter Horst, Justiana, Bergholtz (Verberne 79'), Sequeira, Ribeiro (Mossaoui 46'), Brouwers, Carlos David (Grabovac 79'), Güvenç | Kurto, Monteyne, Wielaert, Biemans (Tamata 46'), Hempte, Danilo, Fledderus, Hupperts, Donald (Ramzi 80'), De Beule (Sutchuin Djoum 46'), Malki (Lebedyński 80') |  |
| Stadion: Sportpark Kranenmortel, Deurne Toeschouwers: 750 |               |           |                  | van der Steen, Kazlauskas, de Regt, ter Horst, Justiana, Bergholtz (Verberne 79'), Sequeira, Ribeiro (Mossaoui 46'), Brouwers, Carlos David (Grabovac 79'), Güvenç | Kurto, Monteyne, Wielaert, Biemans (Tamata 46'), Hempte, Danilo, Fledderus, Hupperts, Donald (Ramzi 80'), De Beule (Sutchuin Djoum 46'), Malki (Lebedyński 80') |  |
|                                                           |               |           |                  | | |  |

| 10 januari 2013, 16u00                                            | Roda JC Kerkrade       | 1-0 (1-0) | Zulte Waregem | Opstelling Roda JC Kerkrade | Opstelling Zulte Waregem |  |
| Stadion: Estadio Municipal San Pedro, Marbella Toeschouwers: ± 70 | Mikołaj Lebedyński 16' |           |               | Kurto, Monteyne, Wielaert (Tamata 46'), Kádár, Hempte (Ramzi 46'), Delorge (Sutchuin Djoum 46'), Bonevacia (Danilo 46'), Fledderus (De Beule 46'), Hupperts (Affane 46'), Lebedyński (Németh 46'), Malki (Donald 46') | Bruzzese (Bossut 46'), Ndoye (De fauw 46'), Perdichizzi (D'Haene 46'), Godeau (Colpaert 46'), Vandenbroucke (Verboom 46'), Delaplace (Malanda 46'), Berrier (Trajkovski 46'), Skúlason (De Jonghe 46'), Naessens (De Rock 46'), Leye (Lendrić 46'), Hazard (Van Gansbeke 46') |  |
| Stadion: Estadio Municipal San Pedro, Marbella Toeschouwers: ± 70 |                        |           |               | Kurto, Monteyne, Wielaert (Tamata 46'), Kádár, Hempte (Ramzi 46'), Delorge (Sutchuin Djoum 46'), Bonevacia (Danilo 46'), Fledderus (De Beule 46'), Hupperts (Affane 46'), Lebedyński (Németh 46'), Malki (Donald 46') | Bruzzese (Bossut 46'), Ndoye (De fauw 46'), Perdichizzi (D'Haene 46'), Godeau (Colpaert 46'), Vandenbroucke (Verboom 46'), Delaplace (Malanda 46'), Berrier (Trajkovski 46'), Skúlason (De Jonghe 46'), Naessens (De Rock 46'), Leye (Lendrić 46'), Hazard (Van Gansbeke 46') |  |
| Stadion: Estadio Municipal San Pedro, Marbella Toeschouwers: ± 70 |                        |           |               | Kurto, Monteyne, Wielaert (Tamata 46'), Kádár, Hempte (Ramzi 46'), Delorge (Sutchuin Djoum 46'), Bonevacia (Danilo 46'), Fledderus (De Beule 46'), Hupperts (Affane 46'), Lebedyński (Németh 46'), Malki (Donald 46') | Bruzzese (Bossut 46'), Ndoye (De fauw 46'), Perdichizzi (D'Haene 46'), Godeau (Colpaert 46'), Vandenbroucke (Verboom 46'), Delaplace (Malanda 46'), Berrier (Trajkovski 46'), Skúlason (De Jonghe 46'), Naessens (De Rock 46'), Leye (Lendrić 46'), Hazard (Van Gansbeke 46') |  |
|                                                                   |                        |           |               | | |  |

## Eredivisie

### Augustus
| 11 augustus 2012, 19u45                                                                        | Roda JC Kerkrade   | 1-1 (0-1) | PEC Zwolle       | Opstelling Roda JC Kerkrade | Opstelling PEC Zwolle |  |
| Stadion: Parkstad Limburg Stadion, Kerkrade Toeschouwers: 11.855 Scheidsrechter: Dennis Higler | Sanharib Malki 58' |           | 7' Joost Broerse | Kurto, Monteyne, Biemans, Kádár, Tamata, Danilo, Donald, Fledderus (Sutchuin Djoum 59'), Hupperts (De Beule 74'), Malki, Németh (Hempte 77') | ter Wielen, van Polen, Lachman, van den Berg, van Hintum, Gravenbeek (Drost 71'), Broerse, Pluim, Achenteh, Narsingh, Benson (Reniers 71') |  |
| Stadion: Parkstad Limburg Stadion, Kerkrade Toeschouwers: 11.855 Scheidsrechter: Dennis Higler |                    |           |                  | Kurto, Monteyne, Biemans, Kádár, Tamata, Danilo, Donald, Fledderus (Sutchuin Djoum 59'), Hupperts (De Beule 74'), Malki, Németh (Hempte 77') | ter Wielen, van Polen, Lachman, van den Berg, van Hintum, Gravenbeek (Drost 71'), Broerse, Pluim, Achenteh, Narsingh, Benson (Reniers 71') |  |
| Stadion: Parkstad Limburg Stadion, Kerkrade Toeschouwers: 11.855 Scheidsrechter: Dennis Higler |                    |           |                  | Kurto, Monteyne, Biemans, Kádár, Tamata, Danilo, Donald, Fledderus (Sutchuin Djoum 59'), Hupperts (De Beule 74'), Malki, Németh (Hempte 77') | ter Wielen, van Polen, Lachman, van den Berg, van Hintum, Gravenbeek (Drost 71'), Broerse, Pluim, Achenteh, Narsingh, Benson (Reniers 71') |  |
|                                                                                                |                    |           |                  | | |  |

| 18 augustus 2012, 18u45                                                                 | PSV                                                                                            | 5-0 (1-0) | Roda JC Kerkrade | Opstelling PSV | Opstelling Roda JC Kerkrade |  |
| Stadion: Philips Stadion, Eindhoven Toeschouwers: 33.000 Scheidsrechter: Danny Makkelie | Kevin Strootman 13' Ola Toivonen 49' Abel Tamata 77' Jeremain Lens 80' Georginio Wijnaldum 86' |           |                  | Tytoń, Hutchinson, Marcelo, Bouma (Jørgensen 87'), Willems, van Bommel, Toivonen (Wijnaldum 78'), Strootman, Narsingh (Matavž 74'), Lens, Mertens | Kurto, Monteyne, Wielaert (Biemans 52'), Kádár, Tamata, De Beule (Hupperts 63'), Danilo, Sutchuin Djoum (Ramzi 81'), Fledderus, Malki, Németh |  |
| Stadion: Philips Stadion, Eindhoven Toeschouwers: 33.000 Scheidsrechter: Danny Makkelie |                                                                                                |           |                  | Tytoń, Hutchinson, Marcelo, Bouma (Jørgensen 87'), Willems, van Bommel, Toivonen (Wijnaldum 78'), Strootman, Narsingh (Matavž 74'), Lens, Mertens | Kurto, Monteyne, Wielaert (Biemans 52'), Kádár, Tamata, De Beule (Hupperts 63'), Danilo, Sutchuin Djoum (Ramzi 81'), Fledderus, Malki, Németh |  |
| Stadion: Philips Stadion, Eindhoven Toeschouwers: 33.000 Scheidsrechter: Danny Makkelie |                                                                                                |           |                  | Tytoń, Hutchinson, Marcelo, Bouma (Jørgensen 87'), Willems, van Bommel, Toivonen (Wijnaldum 78'), Strootman, Narsingh (Matavž 74'), Lens, Mertens | Kurto, Monteyne, Wielaert (Biemans 52'), Kádár, Tamata, De Beule (Hupperts 63'), Danilo, Sutchuin Djoum (Ramzi 81'), Fledderus, Malki, Németh |  |
|                                                                                         |                                                                                                |           |                  | | |  |

| 24 augustus 2012, 20u00                                                                  | RKC Waalwijk      | 1-0 (0-0) | Roda JC Kerkrade | Opstelling RKC Waalwijk | Opstelling Roda JC Kerkrade |  |
| Stadion: Mandemakers Stadion, Waalwijk Toeschouwers: 6.000 Scheidsrechter: Björn Kuipers | Robert Braber 54' |           |                  | Zoet, Martina, Drost, Ramos, van Peppen, Stans (Najah 90'+1), Braber, Duits, Sneijder (van Mosselveld 87'), Chevalier, Jozefzoon | Kurto, Monteyne, Wielaert, Kádár, Tamata, Danilo (Hupperts 64'), Donald, Fledderus (Lebedyński 79'), Sutchuin Djoum (Ramzi 64'), Malki, Németh |  |
| Stadion: Mandemakers Stadion, Waalwijk Toeschouwers: 6.000 Scheidsrechter: Björn Kuipers |                   |           |                  | Zoet, Martina, Drost, Ramos, van Peppen, Stans (Najah 90'+1), Braber, Duits, Sneijder (van Mosselveld 87'), Chevalier, Jozefzoon | Kurto, Monteyne, Wielaert, Kádár, Tamata, Danilo (Hupperts 64'), Donald, Fledderus (Lebedyński 79'), Sutchuin Djoum (Ramzi 64'), Malki, Németh |  |
| Stadion: Mandemakers Stadion, Waalwijk Toeschouwers: 6.000 Scheidsrechter: Björn Kuipers |                   |           |                  | Zoet, Martina, Drost, Ramos, van Peppen, Stans (Najah 90'+1), Braber, Duits, Sneijder (van Mosselveld 87'), Chevalier, Jozefzoon | Kurto, Monteyne, Wielaert, Kádár, Tamata, Danilo (Hupperts 64'), Donald, Fledderus (Lebedyński 79'), Sutchuin Djoum (Ramzi 64'), Malki, Németh |  |
|                                                                                          |                   |           |                  | | |  |

### September
| 1 september 2012, 18u45                                                                         | Roda JC Kerkrade                                       | 3-0 (1-0) | Willem II | Opstelling Roda JC Kerkrade | Opstelling Willem II |  |
| Stadion: Parkstad Limburg Stadion, Kerkrade Toeschouwers: 12.365 Scheidsrechter: Tom van Sichem | Sanharib Malki 39' Krisztián Németh 74' Adil Ramzi 81' |           |           | Kurto, Monteyne, Wielaert, Kádár, Tamata, Hupperts (Affane 57'), Fledderus (Danilo 66'), Donald, Ramzi, Malki (Biemans 84'), Németh | Meul, van Buuren, Haastrup, Peters, Piqué, Vossebelt (Podevijn 75'), Mulder, Haemhouts (Brands 56'), Misidjan (Snijders 64'), Joachim, Höcher |  |
| Stadion: Parkstad Limburg Stadion, Kerkrade Toeschouwers: 12.365 Scheidsrechter: Tom van Sichem |                                                        |           |           | Kurto, Monteyne, Wielaert, Kádár, Tamata, Hupperts (Affane 57'), Fledderus (Danilo 66'), Donald, Ramzi, Malki (Biemans 84'), Németh | Meul, van Buuren, Haastrup, Peters, Piqué, Vossebelt (Podevijn 75'), Mulder, Haemhouts (Brands 56'), Misidjan (Snijders 64'), Joachim, Höcher |  |
| Stadion: Parkstad Limburg Stadion, Kerkrade Toeschouwers: 12.365 Scheidsrechter: Tom van Sichem |                                                        |           |           | Kurto, Monteyne, Wielaert, Kádár, Tamata, Hupperts (Affane 57'), Fledderus (Danilo 66'), Donald, Ramzi, Malki (Biemans 84'), Németh | Meul, van Buuren, Haastrup, Peters, Piqué, Vossebelt (Podevijn 75'), Mulder, Haemhouts (Brands 56'), Misidjan (Snijders 64'), Joachim, Höcher |  |
|                                                                                                 |                                                        |           |           | | |  |

| 16 september 2012, 14u30                                                        | AZ                                                                        | 4-0 (3-0) | Roda JC Kerkrade | Opstelling AZ | Opstelling Roda JC Kerkrade |  |
| Stadion: AFAS Stadion, Alkmaar Toeschouwers: 15.691 Scheidsrechter: Pieter Vink | Jozy Altidore 13' Erik Falkenburg 29' Jozy Altidore 40' Jozy Altidore 65' |           |                  | Esteban, Marcellis, Wijnaldum (Lam 84'), Viergever, Gorter, Falkenburg (Berghuis 82'), Maher, Elm, Beerens, Altidore, Martens (Henriksen 73') | Kurto, Monteyne, Wielaert (Biemans 46'), Kádár (Danilo 46'), Tamata, Affane, Donald, Fledderus, Ramzi, Németh (De Beule 73'), Malki |  |
| Stadion: AFAS Stadion, Alkmaar Toeschouwers: 15.691 Scheidsrechter: Pieter Vink |                                                                           |           |                  | Esteban, Marcellis, Wijnaldum (Lam 84'), Viergever, Gorter, Falkenburg (Berghuis 82'), Maher, Elm, Beerens, Altidore, Martens (Henriksen 73') | Kurto, Monteyne, Wielaert (Biemans 46'), Kádár (Danilo 46'), Tamata, Affane, Donald, Fledderus, Ramzi, Németh (De Beule 73'), Malki |  |
| Stadion: AFAS Stadion, Alkmaar Toeschouwers: 15.691 Scheidsrechter: Pieter Vink |                                                                           |           |                  | Esteban, Marcellis, Wijnaldum (Lam 84'), Viergever, Gorter, Falkenburg (Berghuis 82'), Maher, Elm, Beerens, Altidore, Martens (Henriksen 73') | Kurto, Monteyne, Wielaert (Biemans 46'), Kádár (Danilo 46'), Tamata, Affane, Donald, Fledderus, Ramzi, Németh (De Beule 73'), Malki |  |
|                                                                                 |                                                                           |           |                  | | |  |

| 21 september 2012, 20u00                                                                    | Roda JC Kerkrade | 0-1 (0-1) | FC Utrecht        | Opstelling Roda JC Kerkrade | Opstelling FC Utrecht |  |
| Stadion: Parkstad Limburg Stadion, Kerkrade Toeschouwers: 12.167 Scheidsrechter: Ed Janssen |                  |           | 34' Dave Bulthuis | Kurto, Monteyne, Wielaert, Biemans, Fledderus, De Beule (Lebedyński 68'), Danilo, Donald, Hupperts (Ramzi 78'), Németh, Affane | Ruiter, van der Maarel, van der Hoorn, Wuytens, Bulthuis, Asare (Heerings 73'), Sarota, Duplan, Oar, de Kogel (Badjeck 79'), van der Gun |  |
| Stadion: Parkstad Limburg Stadion, Kerkrade Toeschouwers: 12.167 Scheidsrechter: Ed Janssen |                  |           |                   | Kurto, Monteyne, Wielaert, Biemans, Fledderus, De Beule (Lebedyński 68'), Danilo, Donald, Hupperts (Ramzi 78'), Németh, Affane | Ruiter, van der Maarel, van der Hoorn, Wuytens, Bulthuis, Asare (Heerings 73'), Sarota, Duplan, Oar, de Kogel (Badjeck 79'), van der Gun |  |
| Stadion: Parkstad Limburg Stadion, Kerkrade Toeschouwers: 12.167 Scheidsrechter: Ed Janssen |                  |           |                   | Kurto, Monteyne, Wielaert, Biemans, Fledderus, De Beule (Lebedyński 68'), Danilo, Donald, Hupperts (Ramzi 78'), Németh, Affane | Ruiter, van der Maarel, van der Hoorn, Wuytens, Bulthuis, Asare (Heerings 73'), Sarota, Duplan, Oar, de Kogel (Badjeck 79'), van der Gun |  |
|                                                                                             |                  |           |                   | | |  |

| 30 september 2012, 14u30                                                              | FC Groningen                                                     | 3-2 (1-1) | Roda JC Kerkrade                       | Opstelling FC Groningen | Opstelling Roda JC Kerkrade |  |
| Stadion: Euroborg, Groningen Toeschouwers: 20.495 Scheidsrechter: Reinold Wiedemeijer | Michael de Leeuw 17' Michael de Leeuw 53' Michael de Leeuw 90+3' |           | 45' Mark-Jan Fledderus 78' Amin Affane | Luciano, Bacuna, van Dijk, Kwakman, Kappelhof, Kieftenbeld, de Leeuw (Ajilore 90+5'), Sparv (Texeira 80'), Schet, Zeefuik, Kirm (Bos 74') | Kurto, Monteyne, Wielaert, Kádár(18'), Tamata, De Beule, Donald, Danilo, Fledderus (Hempte 85'), Hupperts (Affane 70'), Németh (Lebedyński 55') |  |
| Stadion: Euroborg, Groningen Toeschouwers: 20.495 Scheidsrechter: Reinold Wiedemeijer |                                                                  |           |                                        | Luciano, Bacuna, van Dijk, Kwakman, Kappelhof, Kieftenbeld, de Leeuw (Ajilore 90+5'), Sparv (Texeira 80'), Schet, Zeefuik, Kirm (Bos 74') | Kurto, Monteyne, Wielaert, Kádár(18'), Tamata, De Beule, Donald, Danilo, Fledderus (Hempte 85'), Hupperts (Affane 70'), Németh (Lebedyński 55') |  |
| Stadion: Euroborg, Groningen Toeschouwers: 20.495 Scheidsrechter: Reinold Wiedemeijer |                                                                  |           |                                        | Luciano, Bacuna, van Dijk, Kwakman, Kappelhof, Kieftenbeld, de Leeuw (Ajilore 90+5'), Sparv (Texeira 80'), Schet, Zeefuik, Kirm (Bos 74') | Kurto, Monteyne, Wielaert, Kádár(18'), Tamata, De Beule, Donald, Danilo, Fledderus (Hempte 85'), Hupperts (Affane 70'), Németh (Lebedyński 55') |  |
|                                                                                       |                                                                  |           |                                        | | |  |

### Oktober
| 6 oktober 2012, 20u45                                                                           | Roda JC Kerkrade                                             | 3-0 (1-0) | VVV-Venlo | Opstelling Roda JC Kerkrade | Opstelling VVV-Venlo |  |
| Stadion: Parkstad Limburg Stadion, Kerkrade Toeschouwers: 12.464 Scheidsrechter: Tom van Sichem | Sanharib Malki 33' Mark-Jan Fledderus 54' Sanharib Malki 71' |           |           | Kurto, Monteyne, Biemans, Danilo, Tamata, De Beule, Donald, Fledderus, Hupperts (Affane 79'), Malki (Lebedyński 79'), Németh (Hempte 85') | Mäenpää, Ammi, Vorstermans, Seip, Leiwakabessy, Meeuwis, Radosavljevič, van Haaren (Maguire 81'), Linssen (Cullen 59'), Bergkamp (Otsu 59'), Wildschut |  |
| Stadion: Parkstad Limburg Stadion, Kerkrade Toeschouwers: 12.464 Scheidsrechter: Tom van Sichem |                                                              |           |           | Kurto, Monteyne, Biemans, Danilo, Tamata, De Beule, Donald, Fledderus, Hupperts (Affane 79'), Malki (Lebedyński 79'), Németh (Hempte 85') | Mäenpää, Ammi, Vorstermans, Seip, Leiwakabessy, Meeuwis, Radosavljevič, van Haaren (Maguire 81'), Linssen (Cullen 59'), Bergkamp (Otsu 59'), Wildschut |  |
| Stadion: Parkstad Limburg Stadion, Kerkrade Toeschouwers: 12.464 Scheidsrechter: Tom van Sichem |                                                              |           |           | Kurto, Monteyne, Biemans, Danilo, Tamata, De Beule, Donald, Fledderus, Hupperts (Affane 79'), Malki (Lebedyński 79'), Németh (Hempte 85') | Mäenpää, Ammi, Vorstermans, Seip, Leiwakabessy, Meeuwis, Radosavljevič, van Haaren (Maguire 81'), Linssen (Cullen 59'), Bergkamp (Otsu 59'), Wildschut |  |
|                                                                                                 |                                                              |           |           | | |  |

| 20 oktober 2012, 19u45                                                                       | Roda JC Kerkrade  | 1-1 (0-0) | FC Twente          | Opstelling Roda JC Kerkrade | Opstelling FC Twente |  |
| Stadion: Parkstad Limburg Stadion, Kerkrade Toeschouwers: 13.212 Scheidsrechter: Ruud Bossen | Guus Hupperts 73' |           | 68' Luc Castaignos | Kurto, Monteyne, Danilo, Biemans, Tamata, Donald, De Beule, Fledderus, Hupperts (Kádár 90+2'), Németh (Affane 61'), Malki (Lebedyński 89') | Michajlov, Boyata (Rosales 75'), Bengtsson, Douglas, Braafheid, Brama, Janssen (Gutiérrez 60'), Schilder, Tadić, Castaignos, Chadli |  |
| Stadion: Parkstad Limburg Stadion, Kerkrade Toeschouwers: 13.212 Scheidsrechter: Ruud Bossen |                   |           |                    | Kurto, Monteyne, Danilo, Biemans, Tamata, Donald, De Beule, Fledderus, Hupperts (Kádár 90+2'), Németh (Affane 61'), Malki (Lebedyński 89') | Michajlov, Boyata (Rosales 75'), Bengtsson, Douglas, Braafheid, Brama, Janssen (Gutiérrez 60'), Schilder, Tadić, Castaignos, Chadli |  |
| Stadion: Parkstad Limburg Stadion, Kerkrade Toeschouwers: 13.212 Scheidsrechter: Ruud Bossen |                   |           |                    | Kurto, Monteyne, Danilo, Biemans, Tamata, Donald, De Beule, Fledderus, Hupperts (Kádár 90+2'), Németh (Affane 61'), Malki (Lebedyński 89') | Michajlov, Boyata (Rosales 75'), Bengtsson, Douglas, Braafheid, Brama, Janssen (Gutiérrez 60'), Schilder, Tadić, Castaignos, Chadli |  |
|                                                                                              |                   |           |                    | | |  |

| 27 oktober 2012, 19u45                                                                  | N.E.C. | 0-0 (0-0) | Roda JC Kerkrade | Opstelling N.E.C. | Opstelling Roda JC Kerkrade |  |
| Stadion: Goffertstadion, Nijmegen Toeschouwers: 11.750 Scheidsrechter: Richard Liesveld |        |           |                  | Babos, Breuer, van Eijden, Čmovš, Conboy(66'), Pálsson, Foor (van der Velden 10'), Koolwijk, George (Amieux 71'), ten Voorde (Platje 80'), Rieks | Kurto, Monteyne, Biemans, Danilo, Tamata (Hempte 58'), Donald, De Beule (Lebedyński 89'), Fledderus, Hupperts (Wielaert 46'), Malki, Affane |  |
| Stadion: Goffertstadion, Nijmegen Toeschouwers: 11.750 Scheidsrechter: Richard Liesveld |        |           |                  | Babos, Breuer, van Eijden, Čmovš, Conboy(66'), Pálsson, Foor (van der Velden 10'), Koolwijk, George (Amieux 71'), ten Voorde (Platje 80'), Rieks | Kurto, Monteyne, Biemans, Danilo, Tamata (Hempte 58'), Donald, De Beule (Lebedyński 89'), Fledderus, Hupperts (Wielaert 46'), Malki, Affane |  |
| Stadion: Goffertstadion, Nijmegen Toeschouwers: 11.750 Scheidsrechter: Richard Liesveld |        |           |                  | Babos, Breuer, van Eijden, Čmovš, Conboy(66'), Pálsson, Foor (van der Velden 10'), Koolwijk, George (Amieux 71'), ten Voorde (Platje 80'), Rieks | Kurto, Monteyne, Biemans, Danilo, Tamata (Hempte 58'), Donald, De Beule (Lebedyński 89'), Fledderus, Hupperts (Wielaert 46'), Malki, Affane |  |
|                                                                                         |        |           |                  | | |  |

### November
| 2 november 2012, 20u00                                                                        | Roda JC Kerkrade | 0-0 (0-0) | ADO Den Haag | Opstelling Roda JC Kerkrade                                                                                                 | Opstelling ADO Den Haag |  |
| Stadion: Parkstad Limburg Stadion, Kerkrade Toeschouwers: 11.917 Scheidsrechter: Jan Wegereef |                  |           |              | Kurto, Monteyne, Biemans, Danilo, Kádár, Donald (Hupperts 70'), De Beule, Fledderus, Affane, Malki, Németh (Lebedyński 82') | Zwinkels, Malone, Wormgoor, Beugelsdijk, Meijers, Jansen (Visser 70'), Holla, Toornstra, Chery, Poepon (Omeruo 90+1'), van Duinen (Vicento 56') |  |
| Stadion: Parkstad Limburg Stadion, Kerkrade Toeschouwers: 11.917 Scheidsrechter: Jan Wegereef |                  |           |              | Kurto, Monteyne, Biemans, Danilo, Kádár, Donald (Hupperts 70'), De Beule, Fledderus, Affane, Malki, Németh (Lebedyński 82') | Zwinkels, Malone, Wormgoor, Beugelsdijk, Meijers, Jansen (Visser 70'), Holla, Toornstra, Chery, Poepon (Omeruo 90+1'), van Duinen (Vicento 56') |  |
| Stadion: Parkstad Limburg Stadion, Kerkrade Toeschouwers: 11.917 Scheidsrechter: Jan Wegereef |                  |           |              | Kurto, Monteyne, Biemans, Danilo, Kádár, Donald (Hupperts 70'), De Beule, Fledderus, Affane, Malki, Németh (Lebedyński 82') | Zwinkels, Malone, Wormgoor, Beugelsdijk, Meijers, Jansen (Visser 70'), Holla, Toornstra, Chery, Poepon (Omeruo 90+1'), van Duinen (Vicento 56') |  |
|                                                                                               |                  |           |              | | |  |

| 11 november 2012, 14u30                                                                    | Feyenoord                                                                              | 5-2 (3-2) | Roda JC Kerkrade                    | Opstelling Feyenoord | Opstelling Roda JC Kerkrade |  |
| Stadion: Stadion Feijenoord, Rotterdam Toeschouwers: 44.500 Scheidsrechter: Eric Braamhaar | Graziano Pellè 1' Graziano Pellè 25' Lex Immers 35' Jordy Clasie 54' Daryl Janmaat 73' |           | 12' Sanharib Malki 40' Bart Biemans | Lamprou, Janmaat, de Vrij, Mathijsen, Martins Indi, Clasie (Vormer 84'), Immers, Vilhena, Verhoek (Boëtius 74'), Pellè (Achahbar 76'), Schaken | Kurto, Monteyne, Biemans(52'), Danilo, Kádár, Donald, De Beule, Affane (Hempte 81'), Fledderus (Hupperts 64'), Malki, Németh (Wielaert 55') |  |
| Stadion: Stadion Feijenoord, Rotterdam Toeschouwers: 44.500 Scheidsrechter: Eric Braamhaar |                                                                                        |           |                                     | Lamprou, Janmaat, de Vrij, Mathijsen, Martins Indi, Clasie (Vormer 84'), Immers, Vilhena, Verhoek (Boëtius 74'), Pellè (Achahbar 76'), Schaken | Kurto, Monteyne, Biemans(52'), Danilo, Kádár, Donald, De Beule, Affane (Hempte 81'), Fledderus (Hupperts 64'), Malki, Németh (Wielaert 55') |  |
| Stadion: Stadion Feijenoord, Rotterdam Toeschouwers: 44.500 Scheidsrechter: Eric Braamhaar |                                                                                        |           |                                     | Lamprou, Janmaat, de Vrij, Mathijsen, Martins Indi, Clasie (Vormer 84'), Immers, Vilhena, Verhoek (Boëtius 74'), Pellè (Achahbar 76'), Schaken | Kurto, Monteyne, Biemans(52'), Danilo, Kádár, Donald, De Beule, Affane (Hempte 81'), Fledderus (Hupperts 64'), Malki, Németh (Wielaert 55') |  |
| Bijz.: Immers mist penalty (50') Rode kaart Biemans geseponeerd                            |                                                                                        |           |                                     | | |  |

| 18 november 2012, 16u30                                                            | Heracles Almelo                                                                                     | 5-1 (2-1) | Roda JC Kerkrade   | Opstelling Heracles Almelo | Opstelling Roda JC Kerkrade |  |
| Stadion: Polman Stadion, Almelo Toeschouwers: 8.469 Scheidsrechter: Tom van Sichem | Lerin Duarte 15' Lerin Duarte 37' Willie Overtoom 58' Geoffrey Castillion 69' Samuel Armenteros 76' |           | 33' Sanharib Malki | Pasveer, Rienstra, Vejinović, Dorda, Bruns (Koenders 85'), Quansah, Overtoom, Duarte, Castillion, Armenteros, Pedro (Everton 63') | Kurto(56'), Monteyne, Biemans, Danilo, Kádár, Hupperts (Prus 57'), De Beule (Németh 42'), Donald, Fledderus, Affane (Wielaert 67'), Malki |  |
| Stadion: Polman Stadion, Almelo Toeschouwers: 8.469 Scheidsrechter: Tom van Sichem | |           |                    | Pasveer, Rienstra, Vejinović, Dorda, Bruns (Koenders 85'), Quansah, Overtoom, Duarte, Castillion, Armenteros, Pedro (Everton 63') | Kurto(56'), Monteyne, Biemans, Danilo, Kádár, Hupperts (Prus 57'), De Beule (Németh 42'), Donald, Fledderus, Affane (Wielaert 67'), Malki |  |
| Stadion: Polman Stadion, Almelo Toeschouwers: 8.469 Scheidsrechter: Tom van Sichem | |           |                    | Pasveer, Rienstra, Vejinović, Dorda, Bruns (Koenders 85'), Quansah, Overtoom, Duarte, Castillion, Armenteros, Pedro (Everton 63') | Kurto(56'), Monteyne, Biemans, Danilo, Kádár, Hupperts (Prus 57'), De Beule (Németh 42'), Donald, Fledderus, Affane (Wielaert 67'), Malki |  |
|                                                                                    | |           |                    | | |  |

| 25 november 2012, 12u30                                                                      | Roda JC Kerkrade  | 1-2 (1-0) | Ajax                                   | Opstelling Roda JC Kerkrade | Opstelling Ajax |  |
| Stadion: Parkstad Limburg Stadion, Kerkrade Toeschouwers: 17.159 Scheidsrechter: Pieter Vink | Guus Hupperts 14' |           | 82' Christian Eriksen 88' Lasse Schöne | Prus, Monteyne, Biemans, Danilo, Hempte, Hupperts, De Beule (Sutchuin Djoum 65'), Donald, Fledderus, Malki (Wielaert 81'), Németh (Ramzi 46') | Vermeer, van Rhijn, Alderweireld (Veltman 59'), Moisander, Blind, de Jong, Poulsen, Eriksen, Boerrigter (Lukoki 73'), Hoesen (Schöne 63'), Fischer |  |
| Stadion: Parkstad Limburg Stadion, Kerkrade Toeschouwers: 17.159 Scheidsrechter: Pieter Vink |                   |           |                                        | Prus, Monteyne, Biemans, Danilo, Hempte, Hupperts, De Beule (Sutchuin Djoum 65'), Donald, Fledderus, Malki (Wielaert 81'), Németh (Ramzi 46') | Vermeer, van Rhijn, Alderweireld (Veltman 59'), Moisander, Blind, de Jong, Poulsen, Eriksen, Boerrigter (Lukoki 73'), Hoesen (Schöne 63'), Fischer |  |
| Stadion: Parkstad Limburg Stadion, Kerkrade Toeschouwers: 17.159 Scheidsrechter: Pieter Vink |                   |           |                                        | Prus, Monteyne, Biemans, Danilo, Hempte, Hupperts, De Beule (Sutchuin Djoum 65'), Donald, Fledderus, Malki (Wielaert 81'), Németh (Ramzi 46') | Vermeer, van Rhijn, Alderweireld (Veltman 59'), Moisander, Blind, de Jong, Poulsen, Eriksen, Boerrigter (Lukoki 73'), Hoesen (Schöne 63'), Fischer |  |
|                                                                                              |                   |           |                                        | | |  |

### December
| 2 december 2012, 16u30                                                          | Vitesse                                                  | 3-0 (2-0) | Roda JC Kerkrade | Opstelling Vitesse | Opstelling Roda JC Kerkrade                                                                                           |  |
| Stadion: GelreDome, Arnhem Toeschouwers: 16.457 Scheidsrechter: Jonathan Lardot | Marco van Ginkel 10' Jonathan Reis 42' Jonathan Reis 62' |           |                  | Velthuizen, Kalas, Kasjia, van der Heijden, van Aanholt, Ibarra (Havenaar 59'), van Ginkel (Mori 85'), Bony, Janssen, Kakuta, Reis (Cziommer 75') | Kurto, Monteyne, Biemans, Kádár, Hempte, Hupperts (Delorge 73'), Danilo, Németh, Fledderus, Affane (Ramzi 81'), Malki |  |
| Stadion: GelreDome, Arnhem Toeschouwers: 16.457 Scheidsrechter: Jonathan Lardot |                                                          |           |                  | Velthuizen, Kalas, Kasjia, van der Heijden, van Aanholt, Ibarra (Havenaar 59'), van Ginkel (Mori 85'), Bony, Janssen, Kakuta, Reis (Cziommer 75') | Kurto, Monteyne, Biemans, Kádár, Hempte, Hupperts (Delorge 73'), Danilo, Németh, Fledderus, Affane (Ramzi 81'), Malki |  |
| Stadion: GelreDome, Arnhem Toeschouwers: 16.457 Scheidsrechter: Jonathan Lardot |                                                          |           |                  | Velthuizen, Kalas, Kasjia, van der Heijden, van Aanholt, Ibarra (Havenaar 59'), van Ginkel (Mori 85'), Bony, Janssen, Kakuta, Reis (Cziommer 75') | Kurto, Monteyne, Biemans, Kádár, Hempte, Hupperts (Delorge 73'), Danilo, Németh, Fledderus, Affane (Ramzi 81'), Malki |  |
|                                                                                 |                                                          |           |                  | | |  |

| 9 december 2012, 12u30                                                                     | sc Heerenveen                                                                          | 4-4 (2-1) | Roda JC Kerkrade                                                         | Opstelling sc Heerenveen                                                                                 | Opstelling Roda JC Kerkrade |  |
| Stadion: Abe Lenstra Stadion, Heerenveen Toeschouwers: 25.250 Scheidsrechter: Jan Wegereef | Filip Đuričić 26' Rajiv van La Parra 40' Alfreð Finnbogason 54' Rajiv van La Parra 81' |           | 36' Sanharib Malki 77' Bart Biemans 83' Sanharib Malki 90' Guus Hupperts | Nordfeldt, van Anholt, Zomer, Kum, Kruiswijk, de Roon, Mareček, Kums, van La Parra, Finnbogason, Đuričić | Kurto, Monteyne, Danilo, Biemans, Hempte, Delorge (Hupperts 64'), Donald, Fledderus (Affane 73'), Ramzi, Malki, Németh (Lebedyński 89') |  |
| Stadion: Abe Lenstra Stadion, Heerenveen Toeschouwers: 25.250 Scheidsrechter: Jan Wegereef |                                                                                        |           |                                                                          | Nordfeldt, van Anholt, Zomer, Kum, Kruiswijk, de Roon, Mareček, Kums, van La Parra, Finnbogason, Đuričić | Kurto, Monteyne, Danilo, Biemans, Hempte, Delorge (Hupperts 64'), Donald, Fledderus (Affane 73'), Ramzi, Malki, Németh (Lebedyński 89') |  |
| Stadion: Abe Lenstra Stadion, Heerenveen Toeschouwers: 25.250 Scheidsrechter: Jan Wegereef |                                                                                        |           |                                                                          | Nordfeldt, van Anholt, Zomer, Kum, Kruiswijk, de Roon, Mareček, Kums, van La Parra, Finnbogason, Đuričić | Kurto, Monteyne, Danilo, Biemans, Hempte, Delorge (Hupperts 64'), Donald, Fledderus (Affane 73'), Ramzi, Malki, Németh (Lebedyński 89') |  |
|                                                                                            |                                                                                        |           |                                                                          | | |  |

| 15 december 2012, 19u45                                                                        | Roda JC Kerkrade | 0-0 (0-0) | NAC Breda | Opstelling Roda JC Kerkrade | Opstelling NAC Breda |  |
| Stadion: Parkstad Limburg Stadion, Kerkrade Toeschouwers: 12.820 Scheidsrechter: Björn Kuipers |                  |           |           | Kurto, Monteyne, Biemans, Danilo, Hempte, Delorge (Hupperts 67'), Donald, Fledderus, Ramzi (Sutchuin Djoum 75'), Németh (Affane 81'), Malki | ten Rouwelaar, De Roover, Luijckx, Buijs, Looms, Gudelj, Gilissen, Seuntjens (Leugers 90'), Hooi, Schalk, Verbeek (Hadouir 54') |  |
| Stadion: Parkstad Limburg Stadion, Kerkrade Toeschouwers: 12.820 Scheidsrechter: Björn Kuipers |                  |           |           | Kurto, Monteyne, Biemans, Danilo, Hempte, Delorge (Hupperts 67'), Donald, Fledderus, Ramzi (Sutchuin Djoum 75'), Németh (Affane 81'), Malki | ten Rouwelaar, De Roover, Luijckx, Buijs, Looms, Gudelj, Gilissen, Seuntjens (Leugers 90'), Hooi, Schalk, Verbeek (Hadouir 54') |  |
| Stadion: Parkstad Limburg Stadion, Kerkrade Toeschouwers: 12.820 Scheidsrechter: Björn Kuipers |                  |           |           | Kurto, Monteyne, Biemans, Danilo, Hempte, Delorge (Hupperts 67'), Donald, Fledderus, Ramzi (Sutchuin Djoum 75'), Németh (Affane 81'), Malki | ten Rouwelaar, De Roover, Luijckx, Buijs, Looms, Gudelj, Gilissen, Seuntjens (Leugers 90'), Hooi, Schalk, Verbeek (Hadouir 54') |  |
|                                                                                                |                  |           |           | | |  |

| 23 december 2012, 16u30                                                                   | VVV-Venlo                           | 2-4 (1-0) | Roda JC Kerkrade                                                                            | Opstelling VVV-Venlo | Opstelling Roda JC Kerkrade |  |
| Stadion: Seacon Stadion - De Koel -, Venlo Toeschouwers: 7.000 Scheidsrechter: Kevin Blom | Bryan Linssen 40' Barry Maguire 51' |           | 53' Mikołaj Lebedyński 56' Laurent Delorge 58' Mark-Jan Fledderus 65' Arnaud Sutchuin-Djoum | Mäenpää, Joppen, Vorstermans (Altheer 80'), Röseler, Fleuren, Otsu, Maguire, van Haaren (Wildschut 70'), Linssen, Radosavljevič, Cullen (Nwofor 66') | Kurto, Monteyne, Biemans, Danilo(66'), Hempte, Delorge (Sutchuin Djoum 62'), Fledderus, Affane (Wielaert 68'), Donald (Lebedyński 46'), Hupperts, Malki |  |
| Stadion: Seacon Stadion - De Koel -, Venlo Toeschouwers: 7.000 Scheidsrechter: Kevin Blom |                                     |           |                                                                                             | Mäenpää, Joppen, Vorstermans (Altheer 80'), Röseler, Fleuren, Otsu, Maguire, van Haaren (Wildschut 70'), Linssen, Radosavljevič, Cullen (Nwofor 66') | Kurto, Monteyne, Biemans, Danilo(66'), Hempte, Delorge (Sutchuin Djoum 62'), Fledderus, Affane (Wielaert 68'), Donald (Lebedyński 46'), Hupperts, Malki |  |
| Stadion: Seacon Stadion - De Koel -, Venlo Toeschouwers: 7.000 Scheidsrechter: Kevin Blom |                                     |           |                                                                                             | Mäenpää, Joppen, Vorstermans (Altheer 80'), Röseler, Fleuren, Otsu, Maguire, van Haaren (Wildschut 70'), Linssen, Radosavljevič, Cullen (Nwofor 66') | Kurto, Monteyne, Biemans, Danilo(66'), Hempte, Delorge (Sutchuin Djoum 62'), Fledderus, Affane (Wielaert 68'), Donald (Lebedyński 46'), Hupperts, Malki |  |
| Bijz.: Van Haaren mist penalty (67')                                                      |                                     |           |                                                                                             | | |  |

### Januari
| 20 januari 2013, 16u30                                                                       | Roda JC Kerkrade                         | 2-0 (1-0) | N.E.C. | Opstelling Roda JC Kerkrade | Opstelling N.E.C. |  |
| Stadion: Parkstad Limburg Stadion, Kerkrade Toeschouwers: 11.852 Scheidsrechter: Bas Nijhuis | Sanharib Malki 1' Mikołaj Lebedyński 68' |           |        | Kurto, Monteyne, Biemans, Wielaert, Tamata, Delorge, Bonevacia, Fledderus (Sutchuin Djoum 86'), Hupperts, Lebedyński (Donald 90+2'), Malki (Németh 90+2') | Sinouh, Breuer, van Eijden, Čmovš (van den Meiracker 65'), Amieux, van der Velden, Pálsson, Koolwijk, Foor (Stutter 74'), Platje, Rieks (Geore 74') |  |
| Stadion: Parkstad Limburg Stadion, Kerkrade Toeschouwers: 11.852 Scheidsrechter: Bas Nijhuis |                                          |           |        | Kurto, Monteyne, Biemans, Wielaert, Tamata, Delorge, Bonevacia, Fledderus (Sutchuin Djoum 86'), Hupperts, Lebedyński (Donald 90+2'), Malki (Németh 90+2') | Sinouh, Breuer, van Eijden, Čmovš (van den Meiracker 65'), Amieux, van der Velden, Pálsson, Koolwijk, Foor (Stutter 74'), Platje, Rieks (Geore 74') |  |
| Stadion: Parkstad Limburg Stadion, Kerkrade Toeschouwers: 11.852 Scheidsrechter: Bas Nijhuis |                                          |           |        | Kurto, Monteyne, Biemans, Wielaert, Tamata, Delorge, Bonevacia, Fledderus (Sutchuin Djoum 86'), Hupperts, Lebedyński (Donald 90+2'), Malki (Németh 90+2') | Sinouh, Breuer, van Eijden, Čmovš (van den Meiracker 65'), Amieux, van der Velden, Pálsson, Koolwijk, Foor (Stutter 74'), Platje, Rieks (Geore 74') |  |
| Bijz.: Malki scoorde na 13 seconden                                                          |                                          |           |        | | |  |

| 26 januari 2013, 19u45                                                                | ADO Den Haag                        | 2-2 (1-1) | Roda JC Kerkrade                              | Opstelling ADO Den Haag | Opstelling Roda JC Kerkrade |  |
| Stadion: Kyocera Stadion, Den Haag Toeschouwers: 8.254 Scheidsrechter: Erik Braamhaar | Mike van Duinen 14' Danny Holla 78' |           | 45' Mikołaj Lebedyński 88' Mark-Jan Fledderus | Coutinho, Malone, Wormgoor(87'), Beugelsdijk, Supusepa (Poepon 64'), Jansen, Holla, Toornstra, Chery (Kolk 85'), van Duinen, Meijers | Kurto, Monteyne, Danilo, Biemans (Sutchuin Djoum 84'), Tamata, Delorge, Bonevacia, Fledderus, Hupperts (Donald 56'), Malki(49'), Lebedyński (Németh 77') |  |
| Stadion: Kyocera Stadion, Den Haag Toeschouwers: 8.254 Scheidsrechter: Erik Braamhaar |                                     |           |                                               | Coutinho, Malone, Wormgoor(87'), Beugelsdijk, Supusepa (Poepon 64'), Jansen, Holla, Toornstra, Chery (Kolk 85'), van Duinen, Meijers | Kurto, Monteyne, Danilo, Biemans (Sutchuin Djoum 84'), Tamata, Delorge, Bonevacia, Fledderus, Hupperts (Donald 56'), Malki(49'), Lebedyński (Németh 77') |  |
| Stadion: Kyocera Stadion, Den Haag Toeschouwers: 8.254 Scheidsrechter: Erik Braamhaar |                                     |           |                                               | Coutinho, Malone, Wormgoor(87'), Beugelsdijk, Supusepa (Poepon 64'), Jansen, Holla, Toornstra, Chery (Kolk 85'), van Duinen, Meijers | Kurto, Monteyne, Danilo, Biemans (Sutchuin Djoum 84'), Tamata, Delorge, Bonevacia, Fledderus, Hupperts (Donald 56'), Malki(49'), Lebedyński (Németh 77') |  |
| Bijz.: Fledderus mist penalty (88') Rode kaart Malki geseponeerd                      |                                     |           |                                               | | |  |

### Februari
| 2 februari 2013, 19u45                                                                           | Roda JC Kerkrade                                   | 3-3 (1-2) | Heracles Almelo                                           | Opstelling Roda JC Kerkrade | Opstelling Heracles Almelo |  |
| Stadion: Parkstad Limburg Stadion, Kerkrade Toeschouwers: 12.606 Scheidsrechter: Jochem Kamphuis | Sanharib Malki 1' Danilo 57' Christian Dorda 90+1' |           | 15' Marko Vejinović 41' Ninos Gouriye 46' Dario Vujičević | Kurto, Monteyne, Biemans (Sutchuin Djoum 84'), Danilo, Tamata, Delorge (Demouge 46'), Bonevacia, Fledderus, Hupperts (Donald 16'), Malki, Lebedyński | Pasveer, Schenkeveld, Rienstra, Dorda, Quansah, Vujičević, Bruns, Duarte, Gouriye (Koenders 81'), Vejinović, Everton (Paljić 72') |  |
| Stadion: Parkstad Limburg Stadion, Kerkrade Toeschouwers: 12.606 Scheidsrechter: Jochem Kamphuis |                                                    |           |                                                           | Kurto, Monteyne, Biemans (Sutchuin Djoum 84'), Danilo, Tamata, Delorge (Demouge 46'), Bonevacia, Fledderus, Hupperts (Donald 16'), Malki, Lebedyński | Pasveer, Schenkeveld, Rienstra, Dorda, Quansah, Vujičević, Bruns, Duarte, Gouriye (Koenders 81'), Vejinović, Everton (Paljić 72') |  |
| Stadion: Parkstad Limburg Stadion, Kerkrade Toeschouwers: 12.606 Scheidsrechter: Jochem Kamphuis |                                                    |           |                                                           | Kurto, Monteyne, Biemans (Sutchuin Djoum 84'), Danilo, Tamata, Delorge (Demouge 46'), Bonevacia, Fledderus, Hupperts (Donald 16'), Malki, Lebedyński | Pasveer, Schenkeveld, Rienstra, Dorda, Quansah, Vujičević, Bruns, Duarte, Gouriye (Koenders 81'), Vejinović, Everton (Paljić 72') |  |
| Bijz.: Malki scoorde na 26 seconden                                                              |                                                    |           |                                                           | | |  |

| 10 februari 2013, 14u30                                                                   | Ajax            | 1-1 (0-1) | Roda JC Kerkrade | Opstelling Ajax | Opstelling Roda JC Kerkrade |  |
| Stadion: Amsterdam ArenA, Amsterdam Toeschouwers: 50.088 Scheidsrechter: Serdar Gözübüyük | Daley Blind 54' |           | 39' Adil Ramzi   | Vermeer, van Rhijn, Alderweireld, Moisander, Blind, Schöne, Poulsen (Sigþórsson 62'), Eriksen, Cuenca (Lukoki 62'), de jong, Fischer | Kurto, Biemans, Wielaert, Danilo, Tamata, Hupperts (Malki 85'), Bonevacia, Donald, Sutchuin Djoum, Ramzi, Lebedyński 62' ( Németh 72' ( De Beule) |  |
| Stadion: Amsterdam ArenA, Amsterdam Toeschouwers: 50.088 Scheidsrechter: Serdar Gözübüyük |                 |           |                  | Vermeer, van Rhijn, Alderweireld, Moisander, Blind, Schöne, Poulsen (Sigþórsson 62'), Eriksen, Cuenca (Lukoki 62'), de jong, Fischer | Kurto, Biemans, Wielaert, Danilo, Tamata, Hupperts (Malki 85'), Bonevacia, Donald, Sutchuin Djoum, Ramzi, Lebedyński 62' ( Németh 72' ( De Beule) |  |
| Stadion: Amsterdam ArenA, Amsterdam Toeschouwers: 50.088 Scheidsrechter: Serdar Gözübüyük |                 |           |                  | Vermeer, van Rhijn, Alderweireld, Moisander, Blind, Schöne, Poulsen (Sigþórsson 62'), Eriksen, Cuenca (Lukoki 62'), de jong, Fischer | Kurto, Biemans, Wielaert, Danilo, Tamata, Hupperts (Malki 85'), Bonevacia, Donald, Sutchuin Djoum, Ramzi, Lebedyński 62' ( Németh 72' ( De Beule) |  |
|                                                                                           |                 |           |                  | | |  |

| 16 februari 2013, 19u45                                                                        | Roda JC Kerkrade                    | 2-2 (1-1) | AZ                                    | Opstelling Roda JC Kerkrade | Opstelling AZ |  |
| Stadion: Parkstad Limburg Stadion, Kerkrade Toeschouwers: 13.474 Scheidsrechter: Björn Kuipers | Sanharib Malki 1' Frank Demouge 64' |           | 34' Jozy Altidore 51' Willie Overtoom | Kurto, Biemans (Affane 61'), Wielaert, Danilo, Tamata, Hupperts, Bonevacia, Fledderus, Ramzi (Sutchuin Djoum 19'), Malki, Demouge (Lebedyński 78') | Esteban, Marcellis, Reijnen, Wijnaldum, Gorter, Overtoom, Henriksen (Johansson 34'), Elm, Beerens (Rosheuvel 90+1'), Altidore, Guðmundsson (Berghuis 46') |  |
| Stadion: Parkstad Limburg Stadion, Kerkrade Toeschouwers: 13.474 Scheidsrechter: Björn Kuipers |                                     |           |                                       | Kurto, Biemans (Affane 61'), Wielaert, Danilo, Tamata, Hupperts, Bonevacia, Fledderus, Ramzi (Sutchuin Djoum 19'), Malki, Demouge (Lebedyński 78') | Esteban, Marcellis, Reijnen, Wijnaldum, Gorter, Overtoom, Henriksen (Johansson 34'), Elm, Beerens (Rosheuvel 90+1'), Altidore, Guðmundsson (Berghuis 46') |  |
| Stadion: Parkstad Limburg Stadion, Kerkrade Toeschouwers: 13.474 Scheidsrechter: Björn Kuipers |                                     |           |                                       | Kurto, Biemans (Affane 61'), Wielaert, Danilo, Tamata, Hupperts, Bonevacia, Fledderus, Ramzi (Sutchuin Djoum 19'), Malki, Demouge (Lebedyński 78') | Esteban, Marcellis, Reijnen, Wijnaldum, Gorter, Overtoom, Henriksen (Johansson 34'), Elm, Beerens (Rosheuvel 90+1'), Altidore, Guðmundsson (Berghuis 46') |  |
| Bijz.: Malki scoorde na 35 seconden                                                            |                                     |           |                                       | | |  |

| 24 februari 2013, 14u30                                                                        | FC Utrecht                                                         | 4-0 (2-0) | Roda JC Kerkrade | Opstelling FC Utrecht | Opstelling Roda JC Kerkrade                                                                                                |  |
| Stadion: Stadion Galgenwaard, Utrecht Toeschouwers: 16.258 Scheidsrechter: Reinold Wiedemeijer | Jacob Mulenga 19' Jan Wuytens 27' Thomas Oar 47' Jacob Mulenga 65' |           |                  | Ruiter, van der Maarel, van der Hoorn, Wuytens, Zullo (Heerings 67'), Duplan (Pappot 85'), Mårtensson, Toornstra, Oar (Schepers 60'), van der Gun, Mulenga | Kurto, Biemans, Wielaert, Danilo, Tamata(18'), Sutchuin Djoum, Bonevacia, Fledderus, Hupperts, Malki, Demouge (Donald 46') |  |
| Stadion: Stadion Galgenwaard, Utrecht Toeschouwers: 16.258 Scheidsrechter: Reinold Wiedemeijer |                                                                    |           |                  | Ruiter, van der Maarel, van der Hoorn, Wuytens, Zullo (Heerings 67'), Duplan (Pappot 85'), Mårtensson, Toornstra, Oar (Schepers 60'), van der Gun, Mulenga | Kurto, Biemans, Wielaert, Danilo, Tamata(18'), Sutchuin Djoum, Bonevacia, Fledderus, Hupperts, Malki, Demouge (Donald 46') |  |
| Stadion: Stadion Galgenwaard, Utrecht Toeschouwers: 16.258 Scheidsrechter: Reinold Wiedemeijer |                                                                    |           |                  | Ruiter, van der Maarel, van der Hoorn, Wuytens, Zullo (Heerings 67'), Duplan (Pappot 85'), Mårtensson, Toornstra, Oar (Schepers 60'), van der Gun, Mulenga | Kurto, Biemans, Wielaert, Danilo, Tamata(18'), Sutchuin Djoum, Bonevacia, Fledderus, Hupperts, Malki, Demouge (Donald 46') |  |
| Bijz.: Rode kaart Tamata geseponeerd                                                           |                                                                    |           |                  | | |  |

### Maart
| 3 maart 2013, 14u30                                                                                 | Roda JC Kerkrade                                                        | 4-1 (3-1) | FC Groningen     | Opstelling Roda JC Kerkrade | Opstelling FC Groningen |  |
| Stadion: Parkstad Limburg Stadion, Kerkrade Toeschouwers: 13.112 Scheidsrechter: Joeri Van de Velde | Frank Demouge 1' Guus Hupperts 29' Frank Demouge 41' Sanharib Malki 48' |           | 7' David Texeira | Kurto, Monteyne, Biemans, Danilo, Tamata, Hupperts (Paulissen 87'), Bonevacia, Donald, Fledderus (Sutchuin Djoum 84'), Demouge (Lebedyński 80'), Malki | Bizot, Kappelhof (Magnasco 46'), van Dijk, Kwakman, van Nieff, Kieftenbeld, de Leeuw (Bos 81'), Lindgren (Ben Moussa 78'), Kirm, Texeira, Bacuna |  |
| Stadion: Parkstad Limburg Stadion, Kerkrade Toeschouwers: 13.112 Scheidsrechter: Joeri Van de Velde |                                                                         |           |                  | Kurto, Monteyne, Biemans, Danilo, Tamata, Hupperts (Paulissen 87'), Bonevacia, Donald, Fledderus (Sutchuin Djoum 84'), Demouge (Lebedyński 80'), Malki | Bizot, Kappelhof (Magnasco 46'), van Dijk, Kwakman, van Nieff, Kieftenbeld, de Leeuw (Bos 81'), Lindgren (Ben Moussa 78'), Kirm, Texeira, Bacuna |  |
| Stadion: Parkstad Limburg Stadion, Kerkrade Toeschouwers: 13.112 Scheidsrechter: Joeri Van de Velde |                                                                         |           |                  | Kurto, Monteyne, Biemans, Danilo, Tamata, Hupperts (Paulissen 87'), Bonevacia, Donald, Fledderus (Sutchuin Djoum 84'), Demouge (Lebedyński 80'), Malki | Bizot, Kappelhof (Magnasco 46'), van Dijk, Kwakman, van Nieff, Kieftenbeld, de Leeuw (Bos 81'), Lindgren (Ben Moussa 78'), Kirm, Texeira, Bacuna |  |
| Bijz.: Demouge scoorde na 35 seconden                                                               |                                                                         |           |                  | | |  |

| 10 maart 2013, 12u30                                                                         | Roda JC Kerkrade | 0-1 (0-1) | Feyenoord          | Opstelling Roda JC Kerkrade | Opstelling Feyenoord |  |
| Stadion: Parkstad Limburg Stadion, Kerkrade Toeschouwers: 16.200 Scheidsrechter: Pieter Vink |                  |           | 30' Graziano Pellè | Prus, Monteyne, Biemans (Lebedyński 82'), Danilo, Tamata, Delorge (Sutchuin Djoum 79'), Bonevacia, Donald, Fledderus, Malki, Demouge | Mulder, Janmaat, de Vrij, Mathijsen, Matins Indi, Clasie, Immers, Vilhena, Schaken (Vormer 88'), Pellè, Boëtius (Verhoek 77') |  |
| Stadion: Parkstad Limburg Stadion, Kerkrade Toeschouwers: 16.200 Scheidsrechter: Pieter Vink |                  |           |                    | Prus, Monteyne, Biemans (Lebedyński 82'), Danilo, Tamata, Delorge (Sutchuin Djoum 79'), Bonevacia, Donald, Fledderus, Malki, Demouge | Mulder, Janmaat, de Vrij, Mathijsen, Matins Indi, Clasie, Immers, Vilhena, Schaken (Vormer 88'), Pellè, Boëtius (Verhoek 77') |  |
| Stadion: Parkstad Limburg Stadion, Kerkrade Toeschouwers: 16.200 Scheidsrechter: Pieter Vink |                  |           |                    | Prus, Monteyne, Biemans (Lebedyński 82'), Danilo, Tamata, Delorge (Sutchuin Djoum 79'), Bonevacia, Donald, Fledderus, Malki, Demouge | Mulder, Janmaat, de Vrij, Mathijsen, Matins Indi, Clasie, Immers, Vilhena, Schaken (Vormer 88'), Pellè, Boëtius (Verhoek 77') |  |
|                                                                                              |                  |           |                    | | |  |

| 15 maart 2013, 20u00                                                                  | PEC Zwolle                                              | 3-2 (2-2) | Roda JC Kerkrade                   | Opstelling PEC Zwolle | Opstelling Roda JC Kerkrade |  |
| Stadion: IJsseldelta Stadion, Zwolle Toeschouwers: 10.500 Scheidsrechter: Bas Nijhuis | Bart van Hintum 10' Youness Mokhtar 32' Denni Avdić 73' |           | 6' Sanharib Malki 35' Bart Biemans | Boer, van Polen, Lachman, Broerse, van Hintum, Valpoort (van der Werff 86'), Pluim, Klich, Gravenbeek (Reniers 90'), Mokhtar, Avdić (Benson 90+4') | Prus, Monteyne, Biemans (Lebedyński 82'), Danilo, Tamata, Hupperts, Bonevacia, Donald, Fledderus (Delorge 68'), Demouge, Malki |  |
| Stadion: IJsseldelta Stadion, Zwolle Toeschouwers: 10.500 Scheidsrechter: Bas Nijhuis |                                                         |           |                                    | Boer, van Polen, Lachman, Broerse, van Hintum, Valpoort (van der Werff 86'), Pluim, Klich, Gravenbeek (Reniers 90'), Mokhtar, Avdić (Benson 90+4') | Prus, Monteyne, Biemans (Lebedyński 82'), Danilo, Tamata, Hupperts, Bonevacia, Donald, Fledderus (Delorge 68'), Demouge, Malki |  |
| Stadion: IJsseldelta Stadion, Zwolle Toeschouwers: 10.500 Scheidsrechter: Bas Nijhuis |                                                         |           |                                    | Boer, van Polen, Lachman, Broerse, van Hintum, Valpoort (van der Werff 86'), Pluim, Klich, Gravenbeek (Reniers 90'), Mokhtar, Avdić (Benson 90+4') | Prus, Monteyne, Biemans (Lebedyński 82'), Danilo, Tamata, Hupperts, Bonevacia, Donald, Fledderus (Delorge 68'), Demouge, Malki |  |
|                                                                                       |                                                         |           |                                    | | |  |

| 31 maart 2013, 12u30                                                                            | Roda JC Kerkrade                     | 2-2 (1-2) | PSV                               | Opstelling Roda JC Kerkrade | Opstelling PSV |  |
| Stadion: Parkstad Limburg Stadion, Kerkrade Toeschouwers: 15.450 Scheidsrechter: Danny Makkelie | Frank Demouge 13' Sanharib Malki 87' |           | 19' Ola Toivonen 32' Ola Toivonen | Kurto, Monteyne (Lebedyński 86'), Biemans, Danilo, Tamata, Hupperts, Bonevacia (Sutchuin Djoum 27'), Donald (Delorge 68'), Fledderus, Demouge, Malki | Waterman, Hutchinson, Marcelo, Bouma, Willems, van Bommel, Toivonen (Matavž 75'), Strootman, Wijnaldum, Lens, Depay (Hiljemark 85') |  |
| Stadion: Parkstad Limburg Stadion, Kerkrade Toeschouwers: 15.450 Scheidsrechter: Danny Makkelie |                                      |           |                                   | Kurto, Monteyne (Lebedyński 86'), Biemans, Danilo, Tamata, Hupperts, Bonevacia (Sutchuin Djoum 27'), Donald (Delorge 68'), Fledderus, Demouge, Malki | Waterman, Hutchinson, Marcelo, Bouma, Willems, van Bommel, Toivonen (Matavž 75'), Strootman, Wijnaldum, Lens, Depay (Hiljemark 85') |  |
| Stadion: Parkstad Limburg Stadion, Kerkrade Toeschouwers: 15.450 Scheidsrechter: Danny Makkelie |                                      |           |                                   | Kurto, Monteyne (Lebedyński 86'), Biemans, Danilo, Tamata, Hupperts, Bonevacia (Sutchuin Djoum 27'), Donald (Delorge 68'), Fledderus, Demouge, Malki | Waterman, Hutchinson, Marcelo, Bouma, Willems, van Bommel, Toivonen (Matavž 75'), Strootman, Wijnaldum, Lens, Depay (Hiljemark 85') |  |
|                                                                                                 |                                      |           |                                   | | |  |

### April
| 6 april 2013, 19u45                                                                    | FC Twente                           | 2-0 (1-0) | Roda JC Kerkrade | Opstelling FC Twente | Opstelling Roda JC Kerkrade |  |
| Stadion: De Grolsch Veste, Enschede Toeschouwers: 29.200 Scheidsrechter: Dennis Higler | Luc Castaignos 44' Nacer Chadli 56' |           |                  | Michajlov, Breukers, Douglas, Braafheid, Schilder, Brama, Fer (Zschusschen 90'), Gutiérrez, Hölscher, Castaignos (Cabral 81'), Chadli (Janssen 73') | Kurto, Monteyne (Lebedyński 57'), Biemans, Danilo, Tamata, Bonevacia, Ramzi (De Beule 73'), Fledderus, Delorge, Malki, Hupperts |  |
| Stadion: De Grolsch Veste, Enschede Toeschouwers: 29.200 Scheidsrechter: Dennis Higler |                                     |           |                  | Michajlov, Breukers, Douglas, Braafheid, Schilder, Brama, Fer (Zschusschen 90'), Gutiérrez, Hölscher, Castaignos (Cabral 81'), Chadli (Janssen 73') | Kurto, Monteyne (Lebedyński 57'), Biemans, Danilo, Tamata, Bonevacia, Ramzi (De Beule 73'), Fledderus, Delorge, Malki, Hupperts |  |
| Stadion: De Grolsch Veste, Enschede Toeschouwers: 29.200 Scheidsrechter: Dennis Higler |                                     |           |                  | Michajlov, Breukers, Douglas, Braafheid, Schilder, Brama, Fer (Zschusschen 90'), Gutiérrez, Hölscher, Castaignos (Cabral 81'), Chadli (Janssen 73') | Kurto, Monteyne (Lebedyński 57'), Biemans, Danilo, Tamata, Bonevacia, Ramzi (De Beule 73'), Fledderus, Delorge, Malki, Hupperts |  |
|                                                                                        |                                     |           |                  | | |  |

| 13 april 2013, 18u45                                                                              | Roda JC Kerkrade                                           | 3-3 (0-2) | Vitesse                                               | Opstelling Roda JC Kerkrade | Opstelling Vitesse |  |
| Stadion: Parkstad Limburg Stadion, Kerkrade Toeschouwers: 14.452 Scheidsrechter: Richard Liesveld | Sanharib Malki 63' Frank Demouge 70' Mitchell Donald 90+5' |           | 26' Mike Havenaar 36' Mike Havenaar 55' Wilfried Bony | Kurto, Biemans, Wielaert (Lebedyński 77'), Danilo (Delorge 41'), Tamata, Sutchuin Djoum, Bonevacia (Hupperts 67'), Donald, Fledderus, Demouge, Malki | Velthuizen (Room 82'), Kalas, Kasjia, van der Heijden, van Aanholt, van Ginkel, Havenaar, Janssen, Ibarra (van der Struijk 74'), Bony, Kakuta |  |
| Stadion: Parkstad Limburg Stadion, Kerkrade Toeschouwers: 14.452 Scheidsrechter: Richard Liesveld |                                                            |           |                                                       | Kurto, Biemans, Wielaert (Lebedyński 77'), Danilo (Delorge 41'), Tamata, Sutchuin Djoum, Bonevacia (Hupperts 67'), Donald, Fledderus, Demouge, Malki | Velthuizen (Room 82'), Kalas, Kasjia, van der Heijden, van Aanholt, van Ginkel, Havenaar, Janssen, Ibarra (van der Struijk 74'), Bony, Kakuta |  |
| Stadion: Parkstad Limburg Stadion, Kerkrade Toeschouwers: 14.452 Scheidsrechter: Richard Liesveld |                                                            |           |                                                       | Kurto, Biemans, Wielaert (Lebedyński 77'), Danilo (Delorge 41'), Tamata, Sutchuin Djoum, Bonevacia (Hupperts 67'), Donald, Fledderus, Demouge, Malki | Velthuizen (Room 82'), Kalas, Kasjia, van der Heijden, van Aanholt, van Ginkel, Havenaar, Janssen, Ibarra (van der Struijk 74'), Bony, Kakuta |  |
|                                                                                                   |                                                            |           |                                                       | | |  |

| 20 april 2013, 19u45                                                                         | Willem II                                 | 2-1 (0-0) | Roda JC Kerkrade   | Opstelling Willem II | Opstelling Roda JC Kerkrade |  |
| Stadion: Koning Willem II Stadion, Tilburg Toeschouwers: 11.850 Scheidsrechter: Jan Wegereef | Philipp Haastrup 50' Aurélien Joachim 60' |           | 26' Sanharib Malki | Meul, Cornelisse, Haastrup, Peters, Jallo, Ippel (van Buuren 82'), Guijt, van Zeelst, Misidjan (Lumu 87'), Joachim, Höcher | Kurto, Monteyne, Biemans, Wielaert (Delorge 79'), Tamata, Sutchuin Djoum (Hupperts 55'), Bonevacia (Lebedyński 62'), Donald, Fledderus, Demouge, Malki |  |
| Stadion: Koning Willem II Stadion, Tilburg Toeschouwers: 11.850 Scheidsrechter: Jan Wegereef |                                           |           |                    | Meul, Cornelisse, Haastrup, Peters, Jallo, Ippel (van Buuren 82'), Guijt, van Zeelst, Misidjan (Lumu 87'), Joachim, Höcher | Kurto, Monteyne, Biemans, Wielaert (Delorge 79'), Tamata, Sutchuin Djoum (Hupperts 55'), Bonevacia (Lebedyński 62'), Donald, Fledderus, Demouge, Malki |  |
| Stadion: Koning Willem II Stadion, Tilburg Toeschouwers: 11.850 Scheidsrechter: Jan Wegereef |                                           |           |                    | Meul, Cornelisse, Haastrup, Peters, Jallo, Ippel (van Buuren 82'), Guijt, van Zeelst, Misidjan (Lumu 87'), Joachim, Höcher | Kurto, Monteyne, Biemans, Wielaert (Delorge 79'), Tamata, Sutchuin Djoum (Hupperts 55'), Bonevacia (Lebedyński 62'), Donald, Fledderus, Demouge, Malki |  |
|                                                                                              |                                           |           |                    | | |  |

| 27 april 2013, 19u45                                                                            | Roda JC Kerkrade                                 | 3-1 (0-0) | RKC Waalwijk         | Opstelling Roda JC Kerkrade | Opstelling RKC Waalwijk |  |
| Stadion: Parkstad Limburg Stadion, Kerkrade Toeschouwers: 15.039 Scheidsrechter: Danny Makkelie | Jeroen Zoet 50' Sanharib Malki 64' Guy Ramos 77' |           | 89' Nourdin Boukhari | Kurto, Biemans, Wielaert, Danilo, Fledderus (Delorge 85'), Sutchuin Djoum, Bonevacia, Donald (Németh 82'), Hupperts, Demouge (Lebedyński 80'), Malki | Zoet, Martina, Drost, Ramos, van Peppen, Stans (Anderson 81'), Duits (Chevalier 69'), Braber (van Mosselveld 76'), Jozefzoon, Lieder, Boukhari |  |
| Stadion: Parkstad Limburg Stadion, Kerkrade Toeschouwers: 15.039 Scheidsrechter: Danny Makkelie |                                                  |           |                      | Kurto, Biemans, Wielaert, Danilo, Fledderus (Delorge 85'), Sutchuin Djoum, Bonevacia, Donald (Németh 82'), Hupperts, Demouge (Lebedyński 80'), Malki | Zoet, Martina, Drost, Ramos, van Peppen, Stans (Anderson 81'), Duits (Chevalier 69'), Braber (van Mosselveld 76'), Jozefzoon, Lieder, Boukhari |  |
| Stadion: Parkstad Limburg Stadion, Kerkrade Toeschouwers: 15.039 Scheidsrechter: Danny Makkelie |                                                  |           |                      | Kurto, Biemans, Wielaert, Danilo, Fledderus (Delorge 85'), Sutchuin Djoum, Bonevacia, Donald (Németh 82'), Hupperts, Demouge (Lebedyński 80'), Malki | Zoet, Martina, Drost, Ramos, van Peppen, Stans (Anderson 81'), Duits (Chevalier 69'), Braber (van Mosselveld 76'), Jozefzoon, Lieder, Boukhari |  |
|                                                                                                 |                                                  |           |                      | | |  |

### Mei
| 5 mei 2013, 12u30                                                                   | NAC Breda                                                                                     | 5-3 (1-2) | Roda JC Kerkrade                                         | Opstelling NAC Breda | Opstelling Roda JC Kerkrade |  |
| Stadion: Rat Verlegh Stadion, Breda Toeschouwers: 17.500 Scheidsrechter: Kevin Blom | Eric Botteghin 18' Rick ten Voorde 58' Anthony Lurling 60' Elson Hooi 75' Anthony Lurling 81' |           | 13' Frank Demouge 33' Roly Bonevacia 49' Mitchell Donald | ten Rouwelaar, De Roover, Luijckx, Botteghin, Janse (van der Weg 83'), Buijs, Gilissen, Gudelj, Seuntjens (ten Voorde 51'), Lurling (Edwards 89'), Hooi | Kurto, Sutchuin Djoum, Wielaert (Lebedyński 79'), Danilo, Biemans, Hupperts (Delorge 74'), Bonevacia, Donald, Fledderus, Demouge, Malki |  |
| Stadion: Rat Verlegh Stadion, Breda Toeschouwers: 17.500 Scheidsrechter: Kevin Blom |                                                                                               |           |                                                          | ten Rouwelaar, De Roover, Luijckx, Botteghin, Janse (van der Weg 83'), Buijs, Gilissen, Gudelj, Seuntjens (ten Voorde 51'), Lurling (Edwards 89'), Hooi | Kurto, Sutchuin Djoum, Wielaert (Lebedyński 79'), Danilo, Biemans, Hupperts (Delorge 74'), Bonevacia, Donald, Fledderus, Demouge, Malki |  |
| Stadion: Rat Verlegh Stadion, Breda Toeschouwers: 17.500 Scheidsrechter: Kevin Blom |                                                                                               |           |                                                          | ten Rouwelaar, De Roover, Luijckx, Botteghin, Janse (van der Weg 83'), Buijs, Gilissen, Gudelj, Seuntjens (ten Voorde 51'), Lurling (Edwards 89'), Hooi | Kurto, Sutchuin Djoum, Wielaert (Lebedyński 79'), Danilo, Biemans, Hupperts (Delorge 74'), Bonevacia, Donald, Fledderus, Demouge, Malki |  |
|                                                                                     |                                                                                               |           |                                                          | | |  |

| 12 mei 2013, 14u30                                                                           | Roda JC Kerkrade     | 1-0 (1-0) | sc Heerenveen | Opstelling Roda JC Kerkrade | Opstelling sc Heerenveen |  |
| Stadion: Parkstad Limburg Stadion, Kerkrade Toeschouwers: 13.365 Scheidsrechter: Bas Nijhuis | Krisztián Németh 31' |           |               | Kurto, Monteyne, Wielaert, Bonevacia, Fledderus (Malki 76'), Hupperts, Sutchuin Djoum, Donald (Ramzi 57'), De Beule (Paulissen 80'), Németh, Lebedyński | Nordfeldt, van Anholt, Gouweleeuw, Zomer, Raitala, de Roon, van den Berg (Mareček 86'), Kums (Ziyech 66'), El Ghanassy, Finnbogason, Pappa (van La Parra 53') |  |
| Stadion: Parkstad Limburg Stadion, Kerkrade Toeschouwers: 13.365 Scheidsrechter: Bas Nijhuis |                      |           |               | Kurto, Monteyne, Wielaert, Bonevacia, Fledderus (Malki 76'), Hupperts, Sutchuin Djoum, Donald (Ramzi 57'), De Beule (Paulissen 80'), Németh, Lebedyński | Nordfeldt, van Anholt, Gouweleeuw, Zomer, Raitala, de Roon, van den Berg (Mareček 86'), Kums (Ziyech 66'), El Ghanassy, Finnbogason, Pappa (van La Parra 53') |  |
| Stadion: Parkstad Limburg Stadion, Kerkrade Toeschouwers: 13.365 Scheidsrechter: Bas Nijhuis |                      |           |               | Kurto, Monteyne, Wielaert, Bonevacia, Fledderus (Malki 76'), Hupperts, Sutchuin Djoum, Donald (Ramzi 57'), De Beule (Paulissen 80'), Németh, Lebedyński | Nordfeldt, van Anholt, Gouweleeuw, Zomer, Raitala, de Roon, van den Berg (Mareček 86'), Kums (Ziyech 66'), El Ghanassy, Finnbogason, Pappa (van La Parra 53') |  |
|                                                                                              |                      |           |               | | |  |

## Play-offs promotie/degradatie

### 2e ronde (Halve finale)
| 16 mei 2013, 20u45                                                                         | De Graafschap   | 1-1 (1-0) | Roda JC Kerkrade  | Opstelling De Graafschap | Opstelling Roda JC Kerkrade |  |
| Stadion: De Vijverberg, Doetinchem Toeschouwers: 6.507 Scheidsrechter: Reinold Wiedemeijer | Anco Jansen 35' |           | 55' Frank Demouge | Terol, Lazić, van Kouwen (Pröpper 76'), van der Meulen, Massop, Vincken (Evers 75'), Breinburg, Calvete, Auassar, Parzyszek, Jansen | Kurto, Biemans, Wielaert (Tamata 41'), Danilo, Sutchuin Djoum, Donald, Bonevacia, Fledderus, Hupperts (Németh 89'), Demouge, Malki |  |
| Stadion: De Vijverberg, Doetinchem Toeschouwers: 6.507 Scheidsrechter: Reinold Wiedemeijer |                 |           |                   | Terol, Lazić, van Kouwen (Pröpper 76'), van der Meulen, Massop, Vincken (Evers 75'), Breinburg, Calvete, Auassar, Parzyszek, Jansen | Kurto, Biemans, Wielaert (Tamata 41'), Danilo, Sutchuin Djoum, Donald, Bonevacia, Fledderus, Hupperts (Németh 89'), Demouge, Malki |  |
| Stadion: De Vijverberg, Doetinchem Toeschouwers: 6.507 Scheidsrechter: Reinold Wiedemeijer |                 |           |                   | Terol, Lazić, van Kouwen (Pröpper 76'), van der Meulen, Massop, Vincken (Evers 75'), Breinburg, Calvete, Auassar, Parzyszek, Jansen | Kurto, Biemans, Wielaert (Tamata 41'), Danilo, Sutchuin Djoum, Donald, Bonevacia, Fledderus, Hupperts (Németh 89'), Demouge, Malki |  |
|                                                                                            |                 |           |                   | | |  |

| 19 mei 2013, 16u30                                                                                | Roda JC Kerkrade                                                                                                   | 6-1 (3-1) | De Graafschap            | Opstelling Roda JC Kerkrade | Opstelling De Graafschap |  |
| Stadion: Parkstad Limburg Stadion, Kerkrade Toeschouwers: 15.091 Scheidsrechter: Serdar Gözübüyük | Sanharib Malki 19' Frank Demouge 24' Sanharib Malki 32' Sanharib Malki 47' Mitchell Donald 68' Mitchell Donald 85' |           | 6' Jordan Garcia-Calvete | Kurto, Monteyne, Biemans, Danilo, Tamata (Sutchuin Djoum 46'), Bonevacia, Donald, Fledderus, Hupperts, Demouge (Németh 45'), Malki (De Beule 73') | Terol, Lazić, van Kouwen, van der Meulen, Massop (Evers 46'), Vincken (El Hassnaoui 46'), Breinburg, Calvete, Auassar, Parzyszek, Jansen |  |
| Stadion: Parkstad Limburg Stadion, Kerkrade Toeschouwers: 15.091 Scheidsrechter: Serdar Gözübüyük | |           |                          | Kurto, Monteyne, Biemans, Danilo, Tamata (Sutchuin Djoum 46'), Bonevacia, Donald, Fledderus, Hupperts, Demouge (Németh 45'), Malki (De Beule 73') | Terol, Lazić, van Kouwen, van der Meulen, Massop (Evers 46'), Vincken (El Hassnaoui 46'), Breinburg, Calvete, Auassar, Parzyszek, Jansen |  |
| Stadion: Parkstad Limburg Stadion, Kerkrade Toeschouwers: 15.091 Scheidsrechter: Serdar Gözübüyük | |           |                          | Kurto, Monteyne, Biemans, Danilo, Tamata (Sutchuin Djoum 46'), Bonevacia, Donald, Fledderus, Hupperts, Demouge (Németh 45'), Malki (De Beule 73') | Terol, Lazić, van Kouwen, van der Meulen, Massop (Evers 46'), Vincken (El Hassnaoui 46'), Breinburg, Calvete, Auassar, Parzyszek, Jansen |  |
|                                                                                                   | |           |                          | | |  |

### 3e Ronde (Finale)
| 23 mei 2013, 19u45                                                                            | Sparta Rotterdam | 0-0 (0-0) | Roda JC Kerkrade | Opstelling Sparta Rotterdam | Opstelling Roda JC Kerkrade |  |
| Stadion: Spartastadion Het Kasteel, Rotterdam Toeschouwers: 8.014 Scheidsrechter: Pieter Vink |                  |           |                  | Pellatz, Dijkhuizen, Luirink, van Boxel, Vicente, Nieuwendaal, Varela, Bruinier, Bel Hassani (Bilate 76'), Calabro (Mahi 65'), Deekman | Kurto, Monteyne, Biemans, Danilo, Sutchuin Djoum, Donald (Ramzi 87'), Bonevacia (De Beule 81'), Fledderus, Hupperts (Paulissen 87'), Malki, Németh |  |
| Stadion: Spartastadion Het Kasteel, Rotterdam Toeschouwers: 8.014 Scheidsrechter: Pieter Vink |                  |           |                  | Pellatz, Dijkhuizen, Luirink, van Boxel, Vicente, Nieuwendaal, Varela, Bruinier, Bel Hassani (Bilate 76'), Calabro (Mahi 65'), Deekman | Kurto, Monteyne, Biemans, Danilo, Sutchuin Djoum, Donald (Ramzi 87'), Bonevacia (De Beule 81'), Fledderus, Hupperts (Paulissen 87'), Malki, Németh |  |
| Stadion: Spartastadion Het Kasteel, Rotterdam Toeschouwers: 8.014 Scheidsrechter: Pieter Vink |                  |           |                  | Pellatz, Dijkhuizen, Luirink, van Boxel, Vicente, Nieuwendaal, Varela, Bruinier, Bel Hassani (Bilate 76'), Calabro (Mahi 65'), Deekman | Kurto, Monteyne, Biemans, Danilo, Sutchuin Djoum, Donald (Ramzi 87'), Bonevacia (De Beule 81'), Fledderus, Hupperts (Paulissen 87'), Malki, Németh |  |
|                                                                                               |                  |           |                  | | |  |

| 26 mei 2013, 14u30                                                                                | Roda JC Kerkrade                              | 2-1 (0-1) | Sparta Rotterdam | Opstelling Roda JC Kerkrade | Opstelling Sparta Rotterdam |  |
| Stadion: Parkstad Limburg Stadion, Kerkrade Toeschouwers: 17.463 Scheidsrechter: Richard Liesveld | Mark-Jan Fledderus 73' Mark-Jan Fledderus 90' |           | 24' Mario Bilate | Kurto, Monteyne, Biemans, Danilo, Fledderus, Donald, Sutchuin Djoum (De Beule 45'), Bonevacia (Demouge 63'), Hupperts, Malki, Németh (Lebedyński 41') | Pellatz, Dijkhuizen, Luirink, van Boxel, Vicente, Nieuwendaal, Bruinier, Varela, Deekman (Calabro 79'), Mahi (Bel Hassani 70'), Bilate (Nys 63') |  |
| Stadion: Parkstad Limburg Stadion, Kerkrade Toeschouwers: 17.463 Scheidsrechter: Richard Liesveld |                                               |           |                  | Kurto, Monteyne, Biemans, Danilo, Fledderus, Donald, Sutchuin Djoum (De Beule 45'), Bonevacia (Demouge 63'), Hupperts, Malki, Németh (Lebedyński 41') | Pellatz, Dijkhuizen, Luirink, van Boxel, Vicente, Nieuwendaal, Bruinier, Varela, Deekman (Calabro 79'), Mahi (Bel Hassani 70'), Bilate (Nys 63') |  |
| Stadion: Parkstad Limburg Stadion, Kerkrade Toeschouwers: 17.463 Scheidsrechter: Richard Liesveld |                                               |           |                  | Kurto, Monteyne, Biemans, Danilo, Fledderus, Donald, Sutchuin Djoum (De Beule 45'), Bonevacia (Demouge 63'), Hupperts, Malki, Németh (Lebedyński 41') | Pellatz, Dijkhuizen, Luirink, van Boxel, Vicente, Nieuwendaal, Bruinier, Varela, Deekman (Calabro 79'), Mahi (Bel Hassani 70'), Bilate (Nys 63') |  |
| Bijz.: Roda JC Kerkrade behoudt Eredivisieschap                                                   |                                               |           |                  | | |  |

## KNVB Beker

### 2e Ronde
| 25 september 2012, 20u45                                                                   | Roda JC Kerkrade | 0-1 n.v. 0-0 (0-0) | PEC Zwolle *     | Opstelling Roda JC Kerkrade | Opstelling PEC Zwolle * |  |
| Stadion: Parkstad Limburg Stadion, Kerkrade Toeschouwers: 4.947 Scheidsrechter: Kevin Blom |                  |                    | 109' Fred Benson | Kurto, Monteyne, Biemans (Kádár 40'), Wielaert, Tamata, De Beule, Danilo, Donald, Affane 46' ( Ramzi 56' ( Fledderus), Hupperts, Németh | Wintjens, van Polen, Aafjes, Lachman, van Hintum (Saymak 106'), Gravenbeek, Pluim, Achenteh, Mokhtar, Benson, Avdić 26' ( Reniers 100' ( Narsingh) |  |
| Stadion: Parkstad Limburg Stadion, Kerkrade Toeschouwers: 4.947 Scheidsrechter: Kevin Blom |                  |                    |                  | Kurto, Monteyne, Biemans (Kádár 40'), Wielaert, Tamata, De Beule, Danilo, Donald, Affane 46' ( Ramzi 56' ( Fledderus), Hupperts, Németh | Wintjens, van Polen, Aafjes, Lachman, van Hintum (Saymak 106'), Gravenbeek, Pluim, Achenteh, Mokhtar, Benson, Avdić 26' ( Reniers 100' ( Narsingh) |  |
| Stadion: Parkstad Limburg Stadion, Kerkrade Toeschouwers: 4.947 Scheidsrechter: Kevin Blom |                  |                    |                  | Kurto, Monteyne, Biemans (Kádár 40'), Wielaert, Tamata, De Beule, Danilo, Donald, Affane 46' ( Ramzi 56' ( Fledderus), Hupperts, Németh | Wintjens, van Polen, Aafjes, Lachman, van Hintum (Saymak 106'), Gravenbeek, Pluim, Achenteh, Mokhtar, Benson, Avdić 26' ( Reniers 100' ( Narsingh) |  |
| Bijz.: * Geplaatst voor de volgende ronde.                                                 |                  |                    |                  | | |  |

ADO Den Haag ·
Ajax ·
AZ ·
Feyenoord ·
FC Groningen ·
sc Heerenveen ·
Heracles Almelo ·
NAC Breda ·
N.E.C. ·
PEC Zwolle · 
PSV ·
RKC Waalwijk ·
Roda JC Kerkrade ·
FC Twente ·
FC Utrecht ·
Vitesse ·
VVV-Venlo ·
Willem II